# تروریسم اسلامی در اروپا

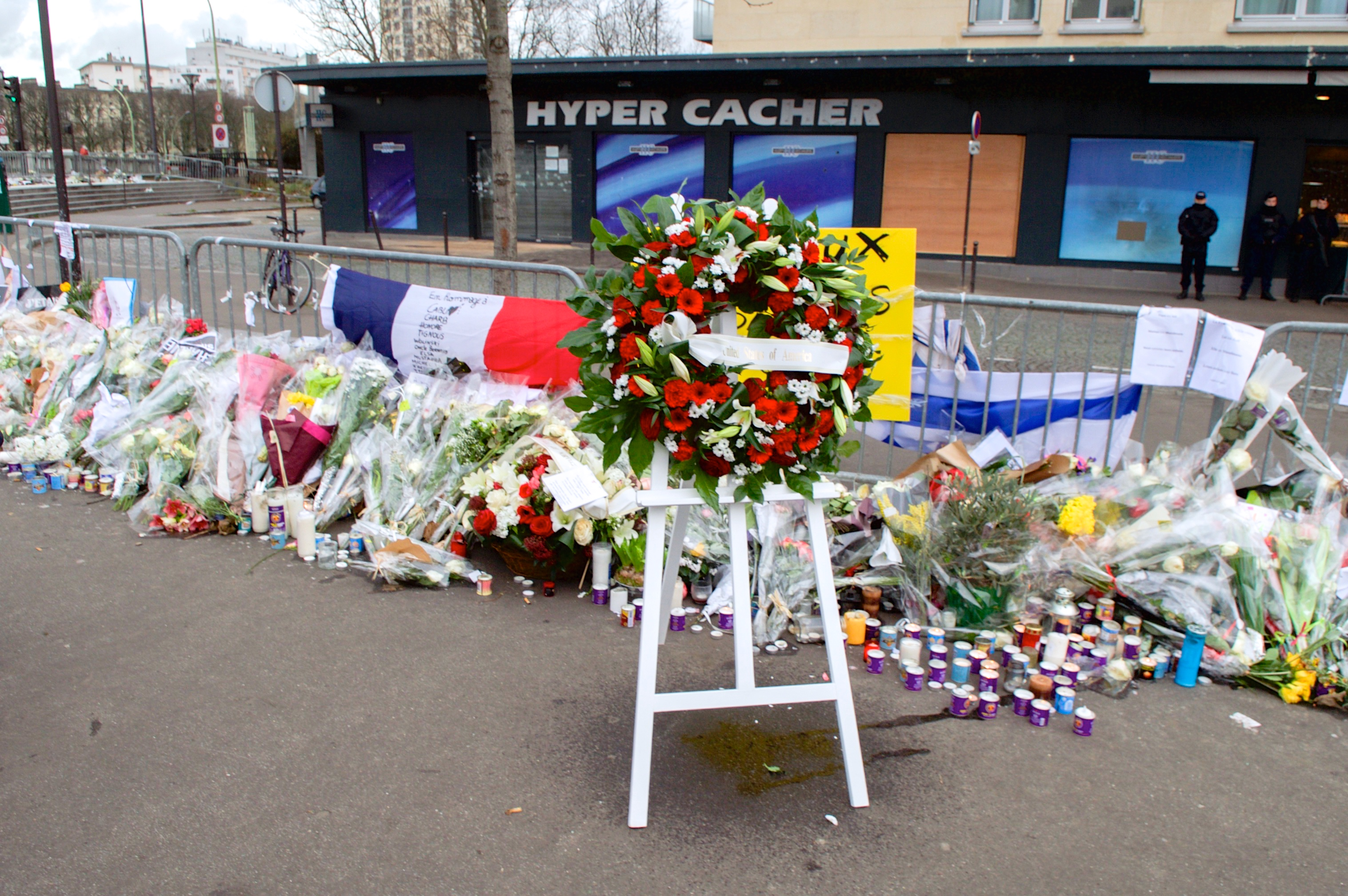
یادبود افرادی که در حملات ژانویه ۲۰۱۵ ایل-دو-فرانس کشته شدند

تروریسم اسلامی در اروپا از اواخر سدهٔ بیستم توسط دولت اسلامی (داعش) یا القاعده و همچنین گرگ‌های تنها اسلامگرا انجام شده‌است دفتر پلیس اروپا (یوروپل)، گزارش سامانهٔ وضعیت تروریسم اتحادیه اروپا و روند آن را منتشر می‌کند، این سازمان از اصطلاح «تروریسم اسلامگرا» در سال‌های ۲۰۰۶–۲۰۱۰، و از «تروریسم الهام گرفته از مذهب» ۲۰۱۱–۲۰۱۴، و «تروریسم جهادی» را از ۲۰۱۵ به بعد استفاده می‌کند.  یوروپل جهادگرایی را به‌عنوان «یک ایدئولوژی خشن با بهره‌گیری از مفاهیم سنتی اسلامی» تعریف می‌کند.
در اوایل سال ۲۰۰۰، بیشتر فعالیت‌های تروریستی اسلامی به القاعده مرتبط بود و این توطئه‌ها شامل گروه‌هایی بود که بمب‌گذاری‌های هماهنگ انجام می‌دادند. مرگبارترین حملات این دوره بمب‌گذاری ۲۰۰۴ قطار مادرید که منجر به کشته‌شدن ۱۹۳ غیرنظامی (مرگبارترین حمله اسلامگرایان در اروپا) و بمب‌گذاری در ۷ ژوئیه ۲۰۰۵ لندن که ۵۲ کشته برجای گذاشت.
حوادث تروریستی اسلامی در اروپا پس از سال ۲۰۱۴ افزایش یافته‌است. در سال‌های ۲۰۱۴ تا ۲۰۱۶، تعداد کشته‌شدگان بیشتر از همه سال‌های گذشته توسط حملات تروریستی اسلامی در اروپا بیشتر بود و بالاترین میزان حملات در بین این سال‌ها بود. بیشتر این فعالیت‌های تروریستی از داعش الهام گرفته شده‌است و بسیاری از کشورهای اروپایی در مداخله نظامی علیه آن دخالت داشته‌اند. تعدادی از توطئه‌ها شامل افرادی بود که در جریان بحران مهاجران اروپا به‌عنوان پناهجو به اروپا وارد شدند یا دوباره وارد آن شدند و برخی از مهاجمان پس از جنگ در جنگ داخلی سوریه به اروپا بازگشتند. تیراندازی در موزه یهودی بلژیک در ماه مهٔ ۲۰۱۴ اولین حمله در اروپا توسط یک بازگشت کننده از جنگ سوریه بود.
درحالی‌که بیشتر حملات تروریستی اسلامی در اروپا توسط گروه‌ها انجام می‌شد و شامل بمب بود، بیشتر حملات از سال ۲۰۱۴ توسط افرادی با استفاده از اسلحه، چاقو و وسایل نقلیه انجام شده‌است. یک استثنا قابل توجه سلول بروکسل است که دو مورد از مرگبارترین حملات آن دوره را انجام داده‌است.
مرگبارترین حملات این دوره حملات نوامبر ۲۰۱۵ پاریس (۱۳۰ کشته) ،حمله ۲۰۱۶ نیس (۸۶ کشته)، حمله ژوئن ۲۰۱۶ فرودگاه آتاتورک (۴۵ کشته)، حملات مارس ۲۰۱۶ بروکسل (۳۲ کشته)، و بمب‌گذاری ۲۰۱۷ منچستر آرنا (۲۲ کشته). این حملات و تهدیدها منجر به عملیات و برنامه‌های امنیتی مهمی مانند Opération Sentinelle در فرانسه، عملیات Guardian Vigilant Guardian و محاصره بروکسل در بلژیک و Operation Temperer در انگلستان شده‌است.

## تعریف
TE-SAT 2020 توسط یوروپلجهادگرایی را «ایدئولوژی خشن بهره‌برداری از مفاهیم سنتی اسلامی» توصیف می‌کند. جهادگران اسلامی این کار را با بهره‌گیری از مفهوم جهاد انجام می‌دهد، که به معنای «تلاش» یا «از خود گذشتگی» است، اما همچنین می‌تواند به جنگ تحریم شده توسط دین اشاره کند و هدف آن ایجاد یک دولت اسلامی است که منحصراً با تفسیر آنها از قوانین اسلامی اداره می‌شود. در این گزارش جهادگرایی به عنوان یک زیر شاخه خشن سلفی گری توصیف شده‌است، در حالی که سایر زیرشاخه‌های سلفی گویی سکوت گرا هستند. دو نماینده اصلی جهاد ، القاعده و داعش هستند.

## نگاه کلی
| سال  | حملات | مرگ        |
| ---- | ----- | ---------- |
| ۲۰۰۶ | ۱     | گزارش نشده |
| ۲۰۰۷ | ۴     | گزارش نشده |
| ۲۰۰۸ | ۰     | گزارش نشده |
| ۲۰۰۹ | ۱     | گزارش نشده |
| ۲۰۱۰ | ۳     | گزارش نشده |
| ۲۰۱۱ | ۰     | گزارش نشده |
| ۲۰۱۲ | ۶     | ۸          |
| ۲۰۱۳ | ۰     | ۱          |
| ۲۰۱۴ | ۲     | ۴          |
| ۲۰۱۵ | ۱۷    | ۱۵۰        |
| ۲۰۱۶ | ۱۳    | ۱۳۵        |
| ۲۰۱۷ | ۳۳    | ۶۲         |
| ۲۰۱۸ | ۲۴    | ۱۳         |

اولین حوادث تروریسم اسلامی در فرانسه در سال ۱۹۹۵ هنگامی رخ داد که شبکه ای با الجزایر به تلافی دست داشتن فرانسه در جنگ داخلی الجزایر، یک رشته بمب‌گذاری در پاریس انجام داد.
در اوایل سال ۲۰۰۰، بیشتر فعالیت‌های تروریستی اسلامی به القاعده مرتبط بود و این توطئه‌ها شامل گروه‌هایی بود که بمب‌گذاری‌های هماهنگ انجام می‌دادند. مرگبارترین حملات این دوره بمب‌گذاری ۲۰۰۴ قطار مادرید بود که منجر به کشته شدن ۱۹۳ غیرنظامی (مرگبارترین حمله اسلامگرایان در اروپا) و بمب‌گذاری‌های ۷ ژوئیه ۲۰۰۵ لندن که ۵۲ کشته برجای گذاشت.
اگرچه ستیزه‌جویان در سوریه از اوایل سال ۲۰۱۲ با اعزام عوامل تروریستی برای انجام حملات، سازماندهی حملات در اروپا را آغاز کرده بودند، اما سرویس‌های امنیتی در کشورهای اروپایی که قصد حمله داشتند، افراد دستگیر شده را بخشی از یک شبکه با یک استراتژی منسجم نمی‌دانستند. در عوض اجماع عمومی آنها را افرادی رادیکال توصیف می‌کرد. بسیاری از این عوامل دستگیر شدند، در حالی که دیگران حملات پیچیده‌ای انجام دادند که خسارت کمی وارد کرد، اما همچنان به خدمات بیش از حد امنیتی منجر شد.
از سال ۲۰۱۴، بیش از ۲۰ حمله مرگبار در اروپا انجام شده‌است. فرانسه در فاصله ژانویه ۲۰۱۵ تا ژوئیه ۲۰۱۶ شاهد ۸ حمله بوده‌است. این شامل حملات ژانویه ۲۰۱۵ ایل دفرانس، حملات نوامبر ۲۰۱۵ پاریس و حمله کامیون نیس در ژوئیه ۲۰۱۶ بود. در اوایل سال ۲۰۱۷، انگلستان شاهد سه حمله مهم بود که در طی چهار ماه انجام شد (حمله ۲۰۱۷ وست‌مینستر، بمب‌گذاری ۲۰۱۷ منچستر آرنا و حمله به پل لندن). اهداف دیگر در اروپا بلژیک، آلمان، روسیه و اسپانیا بوده‌است. شهر ماورایی قاره استانبول نیز شاهد بمب‌گذاری و تیراندازی بود، از جمله در ژانویه ۲۰۱۶، ژوئن ۲۰۱۶ و ژانویه ۲۰۱۷.
در سال ۲۰۱۵، دولت اسلامی (داعش)، که در سال ۲۰۱۴ ادعا کرده بود که همه مسلمانان تحت قوانین شرعی باید به آنها بپیوندند، اعلام کرد که تنها بهانه برای عدم پیوستن مسلمانان به این گروه در سرزمینهای تحت کنترل خود، انجام حملات تروریستی در محل اقامت آنهاست. براساس گزارش سالانه یوروپلکه در سال ۲۰۱۷ منتشر شد، دولت اسلامی از جریان پناهندگان و مهاجران برای انجام اقدامات تروریستی سو، استفاده کرد، این ویژگی مهاجرت در حملات پاریس ۲۰۱۵ بود. در سال ۲۰۱۶ برنامه‌ریزی حمله علیه کشورهای غربی در سوریه و عراق صورت گرفت. گروه‌هایی مانند القاعده و داعش قصد و توانایی انجام حملات گسترده تلفات با داوطلبان را داشتند.
پروژه مقابله با افراط گرایی اظهار می‌دارد که تحقیقات پلیس ارتباطاتی را بین رادیکال سازی اینترنت و حملات تروریستی پیدا کرده‌است. در سال ۲۰۱۹، جولیان کینگ، کمیسر اتحادیه اروپا در اتحادیه امنیت اظهار داشت که محتوای تروریستی در اینترنت «در هر حمله به خاک اروپا در چند سال گذشته نقش داشته‌است». با این حال، آژانس خبری سوئدی Tidningarnas Telegrambyrå حملات در اروپای غربی را بین سالهای ۲۰۱۴ و ۲۰۱۷ بررسی کرد و اظهار داشت که بیشتر مهاجمان به دلیل تماس شخصی و نه آنلاین و در اینترنت ، رادیکال می‌شوند.
در سال ۲۰۱۷، ژیل دو کرچوو، هماهنگ‌کننده مبارزه با تروریسم اتحادیه اروپا در مصاحبه ای اظهار داشت که بیش از ۵۰ هزار رادیکال و جهادگر در اروپا وجود دارند. در سال ۲۰۱۶، مقامات فرانسوی گفتند که ۱۵٬۰۰۰ نفر از ۲۰٬۰۰۰ نفر در لیست تهدیدات امنیتی متعلق به جنبش‌های اسلام‌گرا هستند. پس از بمب‌گذاری در منچستر آرنا در ماه مه ۲۰۱۷، مقامات انگلیسی و MI5 تخمین زدند که آنها ۵۰۰ تحقیق در حال انجام در مورد ۳۰۰۰ افراطیون جهادگر به عنوان مهاجمان بالقوه تروریستی انجام داده‌اند، در حالی که ۲۰٬۰۰۰ مورد دیگر «سوژه‌های مورد علاقه» از جمله مهاجمان منچستر و وست مینستر بوده‌اند.
به گفته لورنزو جی ویدینو، تروریست‌های جهادی در اروپا که توسط داعش بسیج شده‌اند تمایل دارند که نسل دوم مسلمان مهاجر باشند. در نتیجه، کشورهایی مانند ایتالیا و اسپانیا با جمعیت جمعیتی کوچکتر در این گروه حملات کمتری نسبت به کشورهای اروپای مرکزی و شمالی مانند فرانسه، انگلستان، آلمان و بلژیک تجربه کرده‌اند.
اتاق فکر انگلیس ICSR در مورد ارتباط بین تروریسم و جرم استدلال می‌کند: حداکثر ۴۰٪ از توطئه‌های تروریستی در اروپا از طریق جرایم خرد مانند تجارت مواد مخدر، سرقت، سرقت، کلاهبرداری از وام و سرقت و اکثر جهادگران از طریق بودجه تأمین می‌شود. قبل از اینکه افراطی بشوند به جرم جرایم خرده یا برخورد خشن زندانی شده‌اند (بعضی از آنها در زندان رادیکال می‌شوند). جهادگران از جرایم عادی به عنوان راهی برای تأمین مالی فعالیت خود استفاده می‌کنند و همچنین استدلال کرده‌اند که این روش "صحیح از نظر ایدئولوژیک" برای انجام "جهاد" در "سرزمینهای جنگ" است.

به گفته سوسان شرودر، انسان‌شناس آلمانی، حملات در سال ۲۰۱۷ در کشورهای اروپایی نشان داد که شکست نظامی دولت اسلامی به معنای پایان خشونت‌های اسلام گرایان نیست. شرودر همچنین وقایع اروپا را با استراتژی جهادی که در سال ۲۰۰۵ توسط ابومصعب الصوری تدوین شد مقایسه کرد، جایی که تشدید ترور باعث بی‌ثباتی جوامع و تشویق جوانان مسلمان به شورش می‌شود. جنگ داخلی مورد انتظار هرگز در اروپا تحقق نیافت، اما در مناطق دیگری مانند لیبی، سوریه، عراق و فیلیپین (بحران ماراوی) رخ داد.

## فهرست حملات

### دهه ۱۹۹۰
| تاریخ                    | مکان                         | مقاله                  | جزئیات | کشته‌شدگان    | مجروحان |
| ------------------------ | ---------------------------- | ---------------------- | --- | ------------ | ------- |
| ۲۴–۲۶ دسامبر ۱۹۹۴        | مارسی، فرانسه                | Air France Flight 8969 | در ۲۴ دسامبر ۱۹۹۴ پرواز ۸۹۶۹ ایرفرانس توسط گروه اسلامی مسلح الجزایر در فرودگاه هواری بومدین، الجزایر، الجزایر ربوده شد. تروریست‌ها سه مسافر را به قتل رساندند و هدف آنها برخورد هواپیما بر فراز برج ایفل پاریس بود. وقتی هواپیما به مارسی رسید، گروه مداخله ملی ژاندارمری به هواپیما حمله کرد و هر چهار هواپیماربای را کشت. در این حمله ۲۵ نفر دیگر نیز زخمی شدند. | ۳ (+۴ مهاجم) | ۲۵      |
| ۲۵ ژوئیه - ۱۷ اکتبر ۱۹۹۵ | پاریس و اورن-رون-آلپ، فرانسه | 1995 France bombings   | بمب‌گذاری‌های فرانسه در سال ۱۹۹۵ مجموعه ای از حملات بود که سیستم‌های حمل و نقل عمومی در پاریس و لیون و همچنین یک مدرسه در ویلوربان را هدف قرار داد. آنها توسط گروه اسلامی مسلح الجزایر، که جنگ داخلی الجزایر را به فرانسه گسترش می‌دادند، انجام شد. در این حملات هشت نفر کشته شدند، همگی در اولین حمله در ۲۵ ژوئیه ۱۹۹۵. در این حمله ۱۵۷ نفر نیز زخمی شدند.           | ۸            | ۱۵۷     |
| ۳ دسامبر ۱۹۹۶            | پاریس، فرانسه                | 1996 Paris RER bombing | در تاریخ ۳ دسامبر ۱۹۹۶ یک بمب دست‌ساز در مسیرهای جنوب ایستگاه Gare de Port-Royal شبکه تندرو منطقه‌ای در پاریس، فرانسه منفجر شد و چهار نفر را کشت و ۹۱ نفر را زخمی کرد. GIA مظنون است که پشت این حمله است. | ۴            | ۹۱      |

### ۲۰۰۰–۲۰۱۳
| تاریخ           | مکان                               | مقاله                           | جزئیات | کشته‌شدگان     | مجروحان |
| --------------- | ---------------------------------- | ------------------------------- | --- | ------------- | ------- |
| ۱۱ مارس ۲۰۰۴    | مادرید، اسپانیا                    | بمب‌گذاری ۲۰۰۴ قطار مادرید       | ده بمب تقریباً همزمان در چهار قطار مسافربری در مادرید در ساعت پیک منفجر شد و باعث کشته شدن ۱۹۳ غیرنظامی و زخمی شدن حدود ۲۰۰۰ نفر شد. بمب‌ها توسط گروهی از اسلام گرایان مرتبط با القاعده در کوله پشتی پنهان شده بود. در تاریخ ۳ آوریل، پنج مظنون هنگام حمله پلیس به یک آپارتمان که در آن پنهان شده بودند، خود را منفجر کردند و خود و یک افسر پلیس را کشتند. | ۱۹۳           | ۲٬۰۰۰   |
| ۲ نوامبر ۲۰۰۴   | آمستردام، هلند                     | قتل تئودور ون گوگ               | تئودور ون گوگ، فیلمساز هلندی در یک خیابان در آمستردام توسط اسلامگرای محمد بویری، عضو شبکه Hofstad، کشته شد. ون گوگ تهدید به مرگ شده بود برای تولید فیلم Submission with Ayaan Hirsi Ali، که رفتار زنان در اسلام را انتقاد می‌کند. بویری همچنین اقدام به سر بریدن ون گوگ کرد و نامه تهدیدآمیزی را به بدن او وصل کرد. وی پس از درگیری با پلیس دستگیر شد. در ژوئیه ۲۰۰۵، وی به جرم قتل با قصد تروریستی به حبس ابد محکوم شد. | ۱             | ۲       |
| ۷ ژوئیه ۲۰۰۵    | لندن، بریتانیا                     | بمب‌گذاری‌های ۷ ژوئیه ۲۰۰۵ لندن   | در ساعت شلوغی چهار بمب‌گذاری انتحاری هماهنگ در لندن رخ داد. سه اسلامگرای خود را در قطارهای مترو لندن و دیگری در اتوبوس منفجر کردند. پنجاه و دو غیرنظامی کشته و بیش از ۷۰۰ نفر زخمی شدند. مقاله ای در سال ۲۰۱۹ آن را اولین حمله تروریستی اسلامی در این شهر توصیف کرد. | ۵۲ (+۴ مهاجم) | ۷۸۴     |
| ۳۰ ژوئن ۲۰۰۷    | گلاسکو، بریتانیا                   | حمله ۲۰۰۷ فرودگاه گلاسکو        | دو اسلامگرای تلاش کردند با یک جیپ، پر از مخازن پروپان، به ورودی اصلی فرودگاه گلاسگو، اسکاتلند بروند. جیپ به تیرها برخورد کرد و آتش گرفت. یکی از این افراد بمب بنزین پرتاب کرد در حالی که دیگری قصد بیرون آوردن مخازن پروپان را داشت. آنها با پلیس و نظاره گران جنگیدند اما سرانجام مقهور شدند. راننده در تاریخ ۲ اوت بر اثر سوختگی درگذشت. یک روز قبل از حمله، این افراد خودروهای بمبی در لندن نصب کرده بودند که موفق به منفجر شدن نشد. یوروپل این حملات را به عنوان تروریسم اسلامگرا طبقه‌بندی کرد. | ۰ (+۱ مهاجم)  | ۵       |
| ۱۲ اکتبر ۲۰۰۹   | میلان، ایتالیا                     | –                               | یک مرد لیبیایی پس از متوقف شدن توسط نگهبانان، یک وسیله انفجاری را در ورودی پادگان نظامی سانتا باربارا در میلان منفجر کرد. مهاجم به شدت سوخته و یک نگهبان زخمی شده‌است. یوروپل این حمله را به عنوان تروریسم اسلامگرا طبقه‌بندی کرد. | ۰             | ۲       |
| ۲۷ ژوئن ۲۰۱۰    | بوگوینو، بوسنی و هرزگوین           | –                               | در ۲۷ ژوئن ۲۰۱۰، یک حمله بمبی به یک ایستگاه پلیس در Bugojno که در آن یک افسر پلیس کشته شد، چندین نفر دیگر زخمی شدند. یک مظنون هنگام فرار از صحنه دستگیر شد. وی به ۴۵ سال زندان محکوم شد، دادگاه اول بعداً لغو شد. دادگاه دوم به ۳۵ سال زندان محکوم شد. | ۱             | چندین   |
| ۱ ژانویه ۲۰۱۰   | دانمارک                            | Kurt Westergaard                | یک سومالیایی ۲۸ ساله اقدام به قتل کاریکاتوریست دانمارکی کورت وسترگارد کرد، که موفق به فرار از مهاجم خود شد. با رسیدن پلیس، این مرد با تبر به ماشین گشت افسر حمله کرد. ماشین گشت اول در حالی که مجرم به دنبال او حرکت می‌کرد برگشت و یک افسر در یک ماشین گشت دوم با ضرب گلوله مجروح را از ناحیه دست و پاها مجروح کرد. وسترگارد از زمان انتشار کاریکاتور محمد تحت حمایت پلیس زندگی می‌کند. مشخص شد که عامل این جنایت با سازمان اسلامی تندرو الشباب ارتباط دارد و در فوریه ۲۰۱۱ به ۹ سال زندان محکوم شد. یوروپل این حمله را به عنوان تروریسم اسلامگرا طبقه‌بندی کرد. |               | (۱)     |
| ۱۱ دسامبر ۲۰۱۰  | استکهلم، سوئد                      | بمب‌گذاری ۲۰۱۰ استکهلم           | دو انفجار در مرکز استکهلم رخ داد. یک بمب اتومبیل تا حدی منفجر شد و دو نفر از بینندگان مجروح شدند و اندکی بعد یک بمب‌گذار انتحاری خود را در همان نزدیکی منفجر کرد. او فقط یکی از بمب‌های لوله ای را منفجر کرد و هیچ کنترل‌کننده ای آسیب ندید. یوروپل این حمله را به عنوان تروریسم اسلامگرا طبقه‌بندی کرد. | ۰ (+۱ مهاجم)  | ۲       |
| ۲ مارس ۲۰۱۱     | فرودگاه بین‌المللی فرانکفورت، آلمان | 2011 Frankfurt Airport shooting | در تاریخ ۲ مارس ۲۰۱۱، در یک اتوبوس در فرودگاه فرانکفورت، یک کارمند کوزوویایی فرودگاه به سمت سربازان غیرمسلح آمریکایی تیراندازی کرد. دو سرباز کشته و دو نفر دیگر به شدت زخمی شدند به گفته قاضی دادگاه، این اولین حمله تروریستی در آلمان است که عامل آن انگیزه ای اسلام گرایانه داشته‌است. | ۲             | ۲       |
| ۱۱–۲۲ مارس ۲۰۱۲ | تولوز و مونتوبان، فرانسه           | تیراندازی‌های تولوز و مونتوبان   | یک اسلامگرا، به اسم محمد مره، یک رشته حملات مسلحانه به سربازان و غیرنظامیان فرانسوی انجام داد. در ۱۱ مارس او یک سرباز وظیفه را در تولوز به ضرب گلوله کشته‌است. در ۱۵ مارس او در شهر Montauban به سه سرباز خارج از خدمت شلیک کرد و دو نفر را کشت. در ۱۹ مارس، او به مدرسه یهودیان در تولوز آتش گشود و یک خاخام و سه کودک را کشت. در ۲۲ مارس، وی پس از یک کشمکش طولانی در آپارتمان خود توسط پلیس کشته شد. یوروپل این حملات را به عنوان تروریسم با الهام از مذهب طبقه‌بندی کرد. | ۷ (+۱ مهاجم)  | ۵       |
| ۱۹ سپتامبر ۲۰۱۲ | سارسل نزدیک پاریس، فرانسه          | Cannes-Torcy cell               | در سال ۲۰۱۲ دو مهاجم یک نارنجک به سمت بازار کوشر در Sarcelles، پاریس پرتاب کردند که منجر به زخمی شدن یک نفر شد. یکی از پرتاب کنندگان نارنجک و رهبر سلول، رپر Jérémie Louis-Sidney، در جریان دستگیری در ۶ اکتبر ۲۰۱۲ توسط پلیس BRI از استراسبورگ مورد اصابت گلوله قرار گرفت و کشته شد. در ژوئن ۲۰۱۷ جرمی بیلی، دیگر پرتاب کننده نارنجک، به دلیل حملات نارنجک، برنامه‌ریزی سایر حملات جهادی و برنامه‌ریزی برای پیوستن به درگیری در سوریه به ۲۸ سال زندان محکوم شد. در مجموع ۱۸ عضو سلول از الجزایر، لائوس و فرانسه در دادگاه محکوم شدند و دو نفر تبرئه شدند. هفت نفر از محکومان با مسجد تورسی ارتباط داشتند که به دلیل تبلیغ جهاد بسته شده بود. یوروپل این حمله را به عنوان تروریسم با الهام از مذهب طبقه‌بندی کرد. | ۰ (+۱ مهاجم)  | ۱       |
| ۲۲ مه ۲۰۱۳      | لندن، بریتانیا                     | Murder of Lee Rigby             | یک سرباز بریتانیایی خارج از وظیفه به اسم لی ریگبی، توسط دو اسلامگرای بیرون از پادگان خود در لندن کشته شد. مردان او را با ماشین به پایین دویدند، سپس با چاقو و جاروبرقی او را با ضربات چاقو کشته و نوشتار هک کردند. آنها بالای جسد ایستادند و با اطرافیان صحبت کردند تا اینکه پلیس آمد. آنها به پلیس متهم شدند و مورد اصابت گلوله قرار گرفتند و دستگیر شدند. یوروپل این حمله را به عنوان تروریسم با الهام از مذهب طبقه‌بندی کرد. | ۱             | ۰       |
| ۲۵ مه ۲۰۱۳      | لا دفانس، فرانسه                   | 2013 La Défense attack          | یک سرباز فرانسوی که در حال گشت زنی بود در لا دفنس، نزدیک پاریس، توسط گردن با ضربات چاقو کشته شد. مهاجم فرار کرد اما چهار روز بعد دستگیر شد. یوروپل این حمله را به عنوان تروریسم با الهام از مذهب طبقه‌بندی کرد. در نوامبر ۲۰۱۵، دادگاه اعلام کرد که مهاجم به دلایل روان‌پزشکی مسئولیت کیفری ندارد. | ۰             | ۱       |

### ۲۰۱۴
| تاریخ          | مکان                   | مقاله                          | جزئیات | کشته‌شدگان    | مجروحان |
| -------------- | ---------------------- | ------------------------------ | --- | ------------ | ------- |
| ۲۴ مه ۲۰۱۴     | بروکسل، بلژیک          | تیراندازی در موزه یهودی بلژیک  | یک مهاجم در موزه یهودیان در بروکسل آتش گشود و چهار کشته برجای گذاشت. در تاریخ ۳۰ مه، فردی که در سال ۲۰۱۳ برای جنگ با اسلامگرایان در جنگ داخلی سوریه جنگیده بود، در مارسی دستگیر و به تیراندازی اعتراف کرد. دادگاه در ژانویه ۲۰۱۹ آغاز شد. یوروپل این حمله را به عنوان تروریسم الهام گرفته از نظر مذهبی طبقه‌بندی کرد و خاطرنشان کرد که این حمله اولین حمله یک فرد بازگشت کننده از جنگ داخلی سوریه است. | ۴            | ۰       |
| ۲۰ دسامبر ۲۰۱۴ | Joué-lès-Tours، فرانسه | ۲۰۱۴ خنجر زدن ایستگاه پلیس تور | یک مهاجم با فریاد تکبیر اسلامی الله اکبر ("خدا بزرگ است") وارد یک ایستگاه پلیس شد و با چاقو به مأموران حمله کرد و سه نفر را قبل از شلیک گلوله مجروح کرد. یوروپل این حمله را به عنوان تروریسم با الهام از مذهب طبقه‌بندی کرد. | ۰ (۱+ مهاجم) | ۳       |
| ۲۱ دسامبر ۲۰۱۴ | Dijon، فرانسه          | حمله ۲۰۱۴ دیژون                | یک مهاجم عمداً با یک ون به داخل چندین گروه از عابران پیاده سوار شد و قبل از دستگیری ۱۱ نفر را زخمی کرد. او در هنگام حمله فریاد الله اکبر سر داد و اظهار داشت که وی "جنگجوی اسلام" است. به گفته یوروپل، مهاجم ممکن است فقط بخشی از انگیزه ایدئولوژی داشته باشد و از اسکیزوفرنی رنج ببرد، اما با این وجود از روش توصیه شده در تبلیغات تروریستی الهام گرفته‌است.                                           | ۰            | ۱۱      |

### ۲۰۱۵
طبق گزارش یوروپل، حملات تروریستی منتسب به جهادی‌ها در اتحادیه اروپا از چهار مورد در سال ۲۰۱۴ به هفده مورد در سال ۲۰۱۵ افزایش یافت، در حالی که تعداد کشته شدگان از چهار نفر به ۱۵۰ نفر افزایش یافت. مناطق خارج از اتحادیه اروپا در اروپا در ارقام یوروپل گنجانده نشده‌است.
در سال ۲۰۱۵، سطح تهدید تروریستی در لهستان صفر بود، در مقیاس خود که دارای چهار سطح به علاوه «سطح صفر» است. حدود ۲۰–۴۰ تبعه لهستان به منطقه درگیری در سوریه و عراق سفر کرده بودند.
| تاریخ             | مکان                              | مقاله                                                         | جزئیات | کشته‌شدگان      | مجروحان      |
| ----------------- | --------------------------------- | ------------------------------------------------------------- | --- | -------------- | ------------ |
| ۷–۹ ژانویه ۲۰۱۵   | استانبول، ترکیه                   | بمب‌گذاری انتحاری ۲۰۱۵ استانبول                                | یک همسر داغستانی یک جنگنده داعش نروژی-چچنی یک جلیقه بمبی را در زیر نقابی که در ایستگاه پلیس استانبول پوشیده بود منفجر کرد و باعث کشته شدن ۱ افسر شد. | ۱ (+۱ مهاجم)   | ۱            |
| ۷–۹ ژانویه ۲۰۱۵   | ایل-دو-فرانس، فرانسه              | حملات ژانویه ۲۰۱۵ ایل-دو-فرانس و تیراندازی در دفتر شارلی ابدو | از ۷ ژانویه ۲۰۱۵ تا ۹ ژانویه ۲۰۱۵، حملات تروریستی در سراسر منطقه ایل دو فرانس، به ویژه در پاریس رخ داده‌است. سه مهاجم در چهار حمله تیراندازی در مجموع ۱۷ نفر را کشتند و سپس پلیس سه مهاجم را کشت. اصلی‌ترین حملات تیراندازی شارلی ابدو و محاصره بندر وینسنس بود. سازمان القاعده در شبه جزیره عربستان مسئولیت را بر عهده گرفت و گفت که این حملات هماهنگ از سالها قبل برنامه‌ریزی شده بود. یوروپل این حملات را به عنوان تروریسم جهادی طبقه‌بندی کرد.                                                                          | ۱۷ (+۳ مهاجم)  | ۲۲           |
| ۳ فوریه ۲۰۱۵      | نیس، فرانسه                       | 2015 Nice stabbing                                            | سه سرباز که از مرکز جامعه یهودیان در نیس محافظت می‌کردند، توسط یک مرد با چاقو مورد حمله قرار گرفتند. مهاجم توسط پلیس دستگیر شد. یوروپل این حمله را به عنوان تروریسم جهادی طبقه‌بندی کرد. | ۰              | ۳            |
| ۱۴–۱۵ فوریه ۲۰۱۵  | کپنهاگ، دانمارک                   | تیراندازی ۲۰۱۵ کپنهاگ                                         | یک مرد در یک رویداد در Krudttønden که توسط لارس ویلکس، معروف به خاطر نقاشی‌های جنجالی محمد، برگزار شد، آتش گشود. بعداً، یک مرد یهودی در بیرون کنیسه بزرگ مورد اصابت گلوله قرار گرفت. مهاجم بعداً توسط پلیس به ضرب گلوله کشته شد. یوروپل این حمله را به عنوان تروریسم جهادی طبقه‌بندی کرد. | ۲ (+۱ مهاجم)   | ۶            |
| ۲۶ ژوئن ۲۰۱۵      | Saint-Quentin-Fallavier, فرانسه   | حمله تروریستی سن کانتن فالاویر                                | مهاجمی سر کارفرمای خود را برید، سرش را روی حصار قرار داد و سپس با راندن ون خود در آن، سیلندرهای گاز را در یک کارخانه منفجر کرد. مهاجم دستگیر شد، اما در همان سال با حلق آویز کردن در سلول خودکشی کرد. یوروپل این حمله را به عنوان تروریسم جهادی طبقه‌بندی کرد. | ۱              | ۲            |
| ۲۱ اوت ۲۰۱۵       | Oignies,فرانسه                    | حمله به قطار تالیس ۲۰۱۵                                       | مردی در قطار تالیس بین آمستردام و پاریس مسافران را با سلاح کمری تهدید کرد. هنگام مسدود شدن تفنگ، یک سرنشین با اسلحه از ناحیه گردن مورد اصابت گلوله قرار گرفت. دو پرسنل نظامی ایالات متحده و دوست غیرنظامی آنها بر مهاجم غلبه کردند. یوروپل این حمله را به عنوان تروریسم جهادی طبقه‌بندی کرد. | ۰              | ۳ (+۱ مهاجم) |
| ۱۷ سپتامبر ۲۰۱۵   | برلین، آلمان                      | Rafik Yousef                                                  | یک زن پلیس پس از ضربات چاقو توسط مردی مجروح شد و سپس توسط مأمور دیگری به ضرب گلوله کشته شد. مهاجم، یک شهروند ۴۱ ساله عراقی، یک اسلامگرا بود که پیش از این به دلیل برنامه‌ریزی برای حمله به ایاد علاوی، نخست‌وزیر وقت عراق، به زندان فرستاده شده بود. یوروپل این حمله را به عنوان تروریسم جهادی طبقه‌بندی کرد. | ۰ (+۱ مهاجم)   | ۱            |
| ۱۳–۱۴ نوامبر ۲۰۱۵ | پاریس و سن دنی، سن سن دنی، فرانسه | حملات نوامبر ۲۰۱۵ پاریس                                       | یک سری حملات هماهنگ در حدود ۳۵ دقیقه در شش مکان در مرکز پاریس آغاز شد. اولین حمله تیراندازی در یک رستوران و بار در منطقه ۱۰ پاریس رخ داد. هنگام اجرای یک کنسرت توسط Eagles of Death Metal، یک تیراندازی و یک بمب در تئاتر Bataclan در منطقه ۱۱ منطقه منفجر شد. سپس حدود ۱۰۰ گروگان گرفته شد و در مجموع ۸۹ نفر در آنجا کشته شدند. بمب‌گذاری‌های دیگر در خارج از استادیوم Stade de France در حومه سنت دنیس در جریان یک بازی فوتبال بین فرانسه و آلمان اتفاق افتاد. یوروپل این حملات را به عنوان تروریسم جهادی طبقه‌بندی کرد. | ۱۳۰ (+۷ مهاجم) | ۴۱۳          |

### ۲۰۱۶
طبق آمارهای یوروپل، در سال ۲۰۱۶، در ده حمله کامل جهادی در اتحادیه اروپا ۱۳۳ نفر کشته شدند، در حالی که ۶۲ نفر دیگر در ترکیه و یک نفر در روسیه کشته شدند. در این سال ۱۳ حمله انجام شد. تعداد دستگیری‌ها در سال گذشته به ۷۱۸ نفر افزایش یافت. در فرانسه تعداد دستگیری‌ها از ۳۷۷ مورد در سال ۲۰۱۵ به ۴۲۹ مورد در سال ۲۰۱۶ افزایش یافته‌است. از هر چهار نفر (۲۶٪) از دستگیرشدگان یک نفر زن بودند که نسبت به سال گذشته ۱۸٪ افزایش داشته‌است. تهدید در سال ۲۰۱۶ شامل افرادی بود که از راه دور کار می‌کردند به تنهایی یا در گروه‌های کوچک. علاوه بر اینها، کسانی بودند که از تبلیغات الهام گرفته‌اند اما دستورالعمل یا هدایت نشده‌اند.
| تاریخ          | مکان                             | مقاله                                      | جزئیات | کشته‌شدگان     | مجروحان      |
| -------------- | -------------------------------- | ------------------------------------------ | --- | ------------- | ------------ |
| ۷ ژانویه ۲۰۱۶  | پاریس، فرانسه                    | January 2016 Paris police station attack   | یک پناهجو که چاقو و جلیقه بمبی جعلی به دست داشت در بیرون کلانتری فریاد زد "الله اکبر". هنگامی که قصد داشت به زور وارد آنجا شود، توسط پلیس کشته شد. یوروپل این حمله را به عنوان تروریسم جهادی طبقه‌بندی کرد. | ۰ (+۱ مهاجم)  | ۱            |
| ۱۱ ژانویه ۲۰۱۶ | مارسی، فرانسه                    | –                                          | یک پسر ۱۵ ساله ترک با ادعای "اقدام به نام داعش" اقدام به سر بریدن معلمی از یک مدرسه یهودی با قمه کرد. یوروپل این حمله را به عنوان تروریسم جهادی طبقه‌بندی کرد. | ۰             | ۱            |
| ۱۲ ژانویه ۲۰۱۶ | استانبول، ترکیه                  | بمب‌گذاری ژانویه ۲۰۱۶ استانبول              | یک بمب‌گذار انتحاری خود را در منطقه مسجد سلطان احمد در استانبول منفجر کرد و در نتیجه ۱۳ نفر کشته و ۹ نفر دیگر زخمی شدند که بیشتر آنها گردشگران خارجی بودند. هیچ گروهی مسئولیت را بر عهده نگرفت، اما مقامات ترکیه به داعش مشکوک شدند. یوروپل این حمله را به عنوان تروریسم جهادی طبقه‌بندی کرد.                                                                                              | ۱۳ (+۱ مهاجم) | ۹            |
| ۲۶ فوریه ۲۰۱۶  | هانوفر، آلمان                    | Hanover stabbing                           | در اثر ضربات چاقوی یک دختر ۱۵ ساله یک افسر پلیس به شدت مجروح شد. یوروپل این حمله را به عنوان تروریسم جهادی طبقه‌بندی کرد. | ۰             | ۱            |
| ۱۹ مارس ۲۰۱۶   | استانبول، ترکیه                  | بمب‌گذاری مارس ۲۰۱۶ استانبول                | یک بمب‌گذاری انتحاری در منطقه بیو اوغلو استانبول مقابل دفتر فرماندار منطقه رخ داد. این حمله در ساعت 10:55 (EET) در تقاطع خیابان Balo با خیابان tikstiklal، یک خیابان خرید مرکزی رخ داد. یوروپل این حمله را به عنوان تروریسم جهادی طبقه‌بندی کرد. | ۴ (+۱ مهاجم)  | ۳۶           |
| ۲۲ مارس ۲۰۱۶   | بروکسل و زوانتم، بلژیک           | حملات مارس ۲۰۱۶ بروکسل                     | بمب‌گذاران انتحاری سه بمب را در بروکسل منفجر کردند: دو بمب در فرودگاه بروکسل در زاونتم و دیگری بمب در ایستگاه مترو Maalbeek. در این حملات ۳۲ نفر و سه بمب‌گذار کشته و ۳۴۰ نفر زخمی شدند. یوروپل این حملات را به عنوان تروریسم جهادی طبقه‌بندی کرد. | ۳۲ (+۳ مهاجم) | ۳۴۰          |
| ۱۳ ژوئن ۲۰۱۶   | Magnanville, فرانسه              | 2016 Magnanville stabbing                  | یک مهاجم قبل از اینکه زن و پسر افسر را به گروگان بگیرد، در خانه خود یک افسر پلیس را با چاقو کشت و او را کشت. پلیس به خانه حمله کرد و مهاجم را کشت و همسر افسر را مرده اما پسرش را زنده یافت. داعش مسئولیت را بر عهده گرفت. یوروپل این حمله را به عنوان تروریسم جهادی طبقه‌بندی کرد. | ۲ (+۱ مهاجم)  | ۰            |
| ۲۸ ژوئن ۲۰۱۶   | استانبول، ترکیه                  | حمله در فرودگاه آتاتورک استانبول           | یک حمله تروریستی متشکل از تیراندازی و بمب‌گذاری انتحاری، در تاریخ ۲۸ ژوئن ۲۰۱۶ در فرودگاه آتاتورک در استانبول، ترکیه رخ داد. افراد مسلح مسلح به سلاح‌های خودکار و کمربندهای منفجره حمله همزمان به ترمینال بین‌المللی ترمینال ۲ را انجام دادند. چهل و پنج نفر کشته شدند، علاوه بر سه مهاجم، و بیش از ۲۳۰ نفر زخمی شدند. یوروپل این حمله را به عنوان تروریسم جهادی طبقه‌بندی کرد.              | ۴۵ (+۳ مهاجم) | ۲۳۰          |
| ۱۴ ژوئیه ۲۰۱۶  | نیس، فرانسه                      | حمله ۲۰۱۶ نیس                              | یک مرد تونسی به اسم محمد لاهوآیج-بوهلل، با کامیون باری سوار بر جمعیت شد و روز باستیل را در تفرجگاه آنگلایس در نیس جشن گرفت و منجر به کشته شدن ۸۶ نفر و زخمی شدن ۴۵۸ نفر شد. راننده توسط پلیس کشته شد. داعش مسئولیت این حمله را بر عهده گرفت. یوروپل این حمله را به عنوان تروریسم جهادی طبقه‌بندی کرد.                                                                                     | ۸۶ (+۱ مهاجم) | ۴۵۸          |
| ۱۸ ژوئیه ۲۰۱۶  | وورتسبورگ، آلمان                 | حمله به مسافران قطار وورتسبورگ ۲۰۱۶        | یک پناهجوی ۱۷ ساله افغان با تبر و چاقو به مسافران داخل قطار حمله کرد. مهاجم توسط پلیس کشته شد. یوروپل این حمله را به عنوان تروریسم جهادی طبقه‌بندی کرد. | ۰ (+۱ مهاجم)  | ۵            |
| ۲۴ ژوئیه ۲۰۱۶  | آنسباخ، آلمان                    | بمب‌گذاری ۲۰۱۶ آنسباخ                       | یک پناهنده ۲۷ ساله سوری پس از محرومیت از ورود به جشنواره موسیقی نزدیک، بمبی را در یک بار شراب منفجر کرد و خود را کشت و ۱۵ غیرنظامی را زخمی کرد. مقامات یک پیام ویدیویی ضبط شده را در تلفن مهاجم یافتند، وفاداری وی را به داعش اعلام کردند. یوروپل این حمله را به عنوان تروریسم جهادی طبقه‌بندی کرد. بمب‌گذاری در شهر Ansbach اولین بمب‌گذاری انتحاری در آلمان توسط تروریست‌های اسلامگرا بود. | ۰ (+۱ مهاجم)  | ۱۵           |
| ۲۶ ژوئیه ۲۰۱۶  | Saint-Étienne-du-Rouvray, فرانسه | 2016 Normandy church attack                | دو مهاجم در کلیسایی گروگان گرفتند، کشیشی را کشتند و یک نفر دیگر را به شدت زخمی کردند. مهاجمان توسط نیروهای ویژه فرانسه کشته شدند. داعش مسئولیت این حمله را بر عهده گرفت. یوروپل این حمله را به عنوان تروریسم جهادی طبقه‌بندی کرد. | ۱ (+۲ مهاجم)  | ۱            |
| ۶ اوت ۲۰۱۶     | شارلروآ، بلژیک                   | 2016 stabbing of Charleroi police officers | یک مرد الجزایری که قمه ای در دست داشت و فریاد "الله اکبر" را سر می‌داد به دو زن پلیس حمله کرد. ضارب توسط مأمور سوم مورد اصابت گلوله قرار گرفت و کشته شد. یوروپل این حمله را به عنوان تروریسم جهادی طبقه‌بندی کرد. | ۰ (+۱ مهاجم)  | ۲            |
| ۱۷ اوت ۲۰۱۶    | استان مسکو، روسیه                | حمله ۲۰۱۶ بزرگراه شیکوا                    | دو مرد با سلاح گرم و تبر به ایستگاه پلیس در بزرگراه شچلکوو در حوالی مسکو حمله کردند. دو افسر پلیس راهنمایی و رانندگی به شدت زخمی شدند که یک نفر به مرگ منجر شد. در زمان حمله مهاجمان، یک بومی جمهوری چچن، توسط پلیس کشته شد. داعش مسئولیت را بر عهده گرفت. یوروپل این حمله را به عنوان تروریسم جهادی طبقه‌بندی کرد.                                                                       | ۱ (+۲ مهاجم)  | ۱            |
| ۵ اکتبر ۲۰۱۶   | بروکسل، بلژیک                    | 2016 stabbing of Brussels police officers  | سه نفر از افسران پلیس در محله Schaerbeek در بروکسل مورد حمله مردی قرار گرفتند که یک قمه را در دست داشت. دو نفر از آنها از ناحیه چاقو زخم شدند، در حالی که نفر سوم مورد تعرض جسمی قرار گرفت اما در غیر این صورت آسیب ندید.یوروپل این حمله را به عنوان تروریسم جهادی طبقه‌بندی کرد. | ۰             | ۳ (+۱ مهاجم) |
| ۱۹ دسامبر ۲۰۱۶ | برلین، آلمان                     | حمله کامیونی ۲۰۱۶ بازار کریسمس برلین       | یک مرد تونسی با کامیون به داخل بازار کریسمس در برلین دوازده نفر را کشته و ۵۶ نفر را زخمی کرد. چند روز بعد، پس از فرار به ایتالیا، مهاجم قبل از اینکه توسط پلیس کشته شود، با شلیک یک افسر پلیس ایتالیا که یک چک معمول انجام می‌داد. داعش مسئولیت این حمله را بر عهده گرفت. یوروپل این حمله را به عنوان تروریسم جهادی طبقه‌بندی کرد.                                                         | ۱۲            | ۵۶           |

### ۲۰۱۷
طبق آمارهای یوروپل، در سال ۲۰۱۷، در ده حمله کامل جهادی در اتحادیه اروپا ۶۲ نفر کشته شدند. تعداد حملات جهادی اقدام به حملات جهادی در سال ۲۰۱۷ به دو برابر نسبت به سال قبل رسیده‌است. بیشترین مرگ‌ها در انگلیس (۳۵)، اسپانیا (۱۶)، سوئد (۵) و فرانسه (۳) بوده‌است. علاوه بر کشته شدگان، در مجموع ۸۱۹ نفر در ۱۴ حمله زخمی شدند. الگوی حملات جهادی‌ها در سال ۲۰۱۷، یوروپل را به این نتیجه رساند که تروریست‌ها ترجیح می‌دهند به مردم عادی حمله کنند تا اینکه خسارت‌های مالی یا از بین رفتن سرمایه را وارد کنند.
با توجه به یوروپل گزارش سالانه را در مورد تروریسم در اتحادیه اروپا کشتار بی‌رویه (حملات لندن در:، حملات جهادی در سال ۲۰۱۷ سه الگوهای حال مارس و ژوئن و بارسلونا حملات)، حمله به سبک زندگی غربی (بمب‌گذاری ۲۰۱۷ منچستر آرنا، حمله به کلوب شبانه استانبول ۲۰۱۷)، و حمله به نمادهای اقتدار (حملات پاریس در فوریه، ژوئن و اوت). گزارش این آژانس همچنین خاطرنشان کرد که حملات جهادی بیش از هر نوع حمله تروریستی موجب کشته و تلفات شده‌است، این حملات به کرات بیشتر شده و از پیچیدگی و آمادگی حملات کاسته شده‌است.
در سال ۲۰۱۷، در مجموع ۷۰۵ نفر در ۱۸ کشور عضو اتحادیه اروپا دستگیر شدند که ۳۷۳ نفر از آنها در فرانسه بودند. بیشترین دستگیری‌ها به ظن عضویت در یک سازمان تروریستی (۳۵۴)، ظن به برنامه‌ریزی (۱۲۰) یا تهیه (۱۱۲) حمله تروریستی بوده‌است.
| تاریخ           | مکان                                  | مقاله                               | جزئیات | کشته‌شدگان      | مجروحان      |
| --------------- | ------------------------------------- | ----------------------------------- | --- | -------------- | ------------ |
| ۱ ژانویه ۲۰۱۷   | استانبول، ترکیه                       | حمله به کلوب شبانه استانبول ۲۰۱۷    | تیراندازی دسته جمعی در یک کلوپ شبانه در منطقه بشیکتاش استانبول، ترکیه، در تاریخ ۱ ژانویه ۲۰۱۷ رخ داد. این حمله در حدود ساعت 01:15 FET (UTC + ۳) در کلوپ شبانه Reina در Ortaköy رخ داد، جایی که صدها نفر در آن جشن سال جدید داشتند. در این حادثه دست کم ۳۹ نفر کشته و حداقل ۷۰ نفر زخمی شدند. فرد مسلح در ۱۷ ژانویه ۲۰۱۷ در شهر دستگیر شد و داعش اعتبار اقدامات خود را ادعا کرد. یوروپل این حمله را به عنوان تروریسم جهادی طبقه‌بندی کرد. | ۳۹             | ۷۰           |
| ۲۲ مارس ۲۰۱۷    | لندن، بریتانیا                        | حمله ۲۰۱۷ وست‌مینستر                 | یک مسلمان ۵۲ ساله با تغییر اتومبیل در پل وست مینستر با عابران پیاده، چهار کشته و بیش از ۴۰ نفر زخمی کرد. وی سپس اتومبیل خود را به حصار کاخ وست مینستر تصادف کرد و یک پلیس غیر مسلح را با ضربات مرگبار ضربات چاقو زد و قبل از اینکه توسط مأموران دیگر به ضرب گلوله کشته شود. یوروپل این حمله را به عنوان تروریسم جهادی طبقه‌بندی کرد. | ۵ (+۱ مهاجم)   | ۵۰           |
| ۳ آوریل ۲۰۱۷    | سن پترزبورگ، روسیه                    | حمله ۲۰۱۷ متروی سن پترزبورگ         | در روزی که ولادیمیر پوتین برای بازدید از شهر آمده بود، یک بمب‌گذار انتحاری خود را در مترو سن پترزبورگ منفجر کرد. شانزده نفر کشته شدند، از جمله بمب‌گذار، و ۶۴ نفر دیگر زخمی شدند. گردان امام شامل، وابسته به القاعده، مسئولیت را بر عهده گرفت، اما طبق FSB، مهاجم به دستور یک فرمانده میدانی از داعش عمل کرد. یوروپل این حمله را به عنوان تروریسم جهادی طبقه‌بندی کرد. | ۱۵ (+۱ مهاجم)  | ۶۴           |
| ۷ آوریل ۲۰۱۷    | استکهلم، سوئد                         | حمله ۲۰۱۷ استکهلم                   | یک مهاجم قبل از تصادف با یک فروشگاه بزرگ، از یک کامیون برای عبور از عابران پیاده در امتداد خیابان خرید استفاده کرد. پنج نفر کشته و ۱۴ نفر دیگر زخمی شدند. پلیس گفت مهاجم، یک مهاجر ازبکی، با سازمان‌های افراطی از جمله داعش ابراز همدردی کرده‌است.وی در ژوئن ۲۰۱۸ به حبس ابد و اخراج مادام العمر از سوئد محکوم شد. یوروپل این حمله را به عنوان تروریسم جهادی طبقه‌بندی کرد. | ۵              | ۱۴           |
| ۲۰ آوریل ۲۰۱۷   | پاریس، فرانسه                         | تیراندازی ۲۰۱۷ به افسران پلیس پاریس | سه افسر پلیس و یک تماشاچی توسط یک مهاجم با اسلحه AK-47 در خیابان شانزه لیزه، بلوار خرید پاریس، مورد اصابت گلوله قرار گرفتند. یکی از پلیس کشته شد. در جریان این حادثه مهاجم به ضرب گلوله کشته شد. وی یادداشتی در دفاع از داعش داشت و پیش از این نیز سعی در برقراری ارتباط با مبارزان داعش در عراق و سوریه داشت. یوروپل این حمله را به عنوان تروریسم جهادی طبقه‌بندی کرد. | ۱ (+ ۱ مهاجم)  | ۳            |
| ۲۲ مه ۲۰۱۷      | منچستر، بریتانیا                      | بمب‌گذاری ۲۰۱۷ منچستر آرنا           | بمب‌گذاری انتحاری توسط سلمان رمضان عابدی، ۲۲ ساله مسلمان بریتانیایی از نژاد لیبیایی، در منچستر آرنا پس از کنسرت آریانا گراند خواننده آمریکایی انجام شد و منجر به کشته شدن ۲۲ غیرنظامی شد. یوروپل این حمله را به عنوان تروریسم جهادی طبقه‌بندی کرد. | ۲۲ (+۱ مهاجم)  | 512          |
| ۳ ژوئن ۲۰۱۷     | لندن، بریتانیا                        | حملات ژوئن ۲۰۱۷ لندن                | سه مهاجم با استفاده از یک وانت عابر پیاده را در پل لندن رد کردند و سپس به سمت بازار بورو حرکت کردند، در آنجا سه نفر با چاقو به مردم حمله کردند قبل از اینکه توسط پلیس تیراندازی شوند. هشت نفر کشته و ۴۸ نفر زخمی شدند. مجروحین شامل چهار افسر پلیس غیرمسلح بودند.یوروپل این حمله را به عنوان تروریسم جهادی طبقه‌بندی کرد. | ۸ (+۳ مهاجمs)  | ۴۸           |
| ۶ ژوئن ۲۰۱۷     | پاریس، فرانسه                         | 2017 Notre Dame attack              | یک دانشجوی دکترا در الجزایر، که به گفته دادستان‌ها در یک فیلم ویدئویی با داعش بیعت کرده‌است، به دلیل استفاده از چکش برای حمله به افسر نگهبان نوتردام پاریس دستگیر شد. چاقوها بعداً در کوله پشتی وی پیدا شدند. یوروپل این حمله را به عنوان تروریسم جهادی طبقه‌بندی کرد. | ۰              | ۱ (+۱ مهاجم) |
| ۱۹ ژوئن ۲۰۱۷    | پاریس، فرانسه                         | حمله با خودرو ۲۰۱۷ شانزلیزه         | یک مهاجم با استفاده از اتومبیل مملو از اسلحه و مواد منفجره یک وسیله نقلیه ژاندارمری را در خیابان شانزه لیزه در پاریس فرانسه رد کرد. مهاجم توسط پلیس مورد اصابت گلوله قرار گرفت و کشته شد. او بیعت خود را با داعش اعلام کرده بود و اظهار داشت که این حمله باید به عنوان "عملیات شهادت" تلقی شود." یوروپل این حمله را به عنوان تروریسم جهادی طبقه‌بندی کرد. | ۰ (+ ۱ مهاجم)  | ۰            |
| ۲۰ ژوئن ۲۰۱۷    | بروکسل، بلژیک                         | ژوئن 2017 Brussels attack           | یک مهاجر مراکشی به ایستگاه مرکزی بروکسل دوید و در آنجا یک بمب کوچک را منفجر کرد که هیچ صدمه ای نداشت. سپس عامل جنایت در قسمت دیگری از ایستگاه به سمت سربازان دوید و مورد اصابت گلوله قرار گرفت و کشته شد. حمله ناموفق بود. یوروپل این حمله را به عنوان تروریسم جهادی طبقه‌بندی کرد. | ۰ (+۱ مهاجم)   | ۰            |
| ۲۸ ژوئیه ۲۰۱۷   | هامبورگ، آلمان                        | 2017 Hamburg attack                 | یک پناهجوی ۲۶ ساله فلسطینی ناموفق هفت نفر را با چاقوی آشپزخانه به طول ۲۰ سانتی‌متر چاقو زد: یکی کشته شد و شش نفر دیگر زخمی شدند. در مارس ۲۰۱۸، او به حبس ابد محکوم شد. مهاجم گفت که «او به عنوان یک شهید خواهد مرد» و «هدف او کشتن هرچه بیشتر آلمانی‌ها برای انتقام از درد و رنج مسلمانان در سراسر جهان بود». یوروپل این حمله را به عنوان تروریسم جهادی طبقه‌بندی کرد. | ۱              | ۶ (+۱ مهاجم) |
| ۹ اوت ۲۰۱۷      | لوالوآ-پره، فرانسه                    | Levallois-Perret attack             | یک مهاجم با یک اتومبیل به داخل گروهی متشکل از ده نفر از سربازان شرکت کننده در عملیات سنتینل رفت و شش نفر را زخمی کرد. دادستان گفت مظنون به داعش علاقه نشان داده‌است. یوروپل این حمله را به عنوان تروریسم جهادی طبقه‌بندی کرد. | ۰              | ۶ (+۱ مهاجم) |
| ۱۶–۲۱ اوت ۲۰۱۷  | بارسلون و کمبریلز، کاتالونیا، اسپانیا | حمله ۲۰۱۷ بارسلونا                  | در ۱۶ اوت ۲۰۱۷، دو مظنون در انفجار تصادفی اولیه هنگام تهیه مواد منفجره که قرار بود در حمله در آلکانار مورد استفاده قرار گیرد، کشته شدند. هنگام انفجار بمبی دیگر در حین حفاری در محل، ۱۶ نفر زخمی شدند. در ۱۷ اوت ۲۰۱۸، یک ون به سمت عابران پیاده در لاس رامبلاس، بارسلونا رانده شد، در نتیجه ۱۴ نفر کشته و حداقل ۱۳۰ نفر زخمی شدند. سپس دو مظنون با پای پیاده فرار کردند و در این حین یک غیرنظامی دیگر را با ضربات چاقو کشتند. روز بعد، هنگامی که یک اتومبیل قصد داشت به عابران پیاده برخورد کند و مهاجمان با چاقو به مردم حمله کردند، یک زن در حمله مشابه در کمبریل کشته شد. یک پلیس چهار نفر از پنج مهاجم را به ضرب گلوله کشت و در حالی که پنجم نیز بعداً بر اثر جراحات درگذشت. در ۲۱ اوت، راننده مظنون به حمله ون رامبلاس توسط پلیس در Subirats مورد اصابت گلوله قرار گرفت و کشته شد. داعش مسئولیت حمله رامبلاس را بر عهده گرفت. یوروپل این حمله را به عنوان تروریسم جهادی طبقه‌بندی کرد. | ۱۶ (+۸ مهاجمs) | ۱۵۲          |
| ۱۸ اوت ۲۰۱۷     | تورکو، فنلاند                         | حمله ۲۰۱۷ تورکو                     | دو غیرنظامی کشته و هشت نفر دیگر توسط فردی با الهام از داعش زخمی شدند. مهاجم هنگام بازجویی گفت که سه ماه قبل از حمله به تبلیغات داعش علاقه‌مند شده‌است. پلیس بر این باور بود که وی تنها عمل کرده و هیچ مدرکی در ارتباط با هیچ سازمان تروریستی وجود ندارد. مهاجم عکس‌ها و فیلم‌های داعش را از طریق تلفن همراه و رایانه اش در اختیار داشت. وی گفت انگیزه حمله وی حملات هوایی ائتلاف غربی در جریان نبرد رقه در سال ۲۰۱۷ در سوریه بود. طبق NBI، چشم‌انداز او این بود که در این حمله به عنوان شهید بمیرد. در ژوئن ۲۰۱۸، مهاجم به دو اتهام قتل به قصد تروریست و هشت اتهام اقدام به قتل با قصد تروریست محکوم شد و به حبس ابد محکوم شد. یوروپل این حمله را به عنوان تروریسم جهادی طبقه‌بندی کرد. | ۲              | ۸ (+۱ مهاجم) |
| ۲۵ اوت ۲۰۱۷     | بروکسل، بلژیک                         | اوت 2017 Brussels attack            | در تاریخ ۲۵ اوت ۲۰۱۷ در بروکسل، در بلوار Emile Jacqmain، یک مرد سومالی که دارای قمه زنی بود، پس از حمله به دو سرباز به ضرب گلوله کشته شد. یک سرباز زخمی شد. یوروپل این حادثه را به عنوان تروریسم جهادی طبقه‌بندی کرد. | ۰ (+۱ مهاجم)   | ۱            |
| ۱۵ سپتامبر ۲۰۱۷ | لندن، بریتانیا                        | انفجار مترو ۲۰۱۷ لندن               | یک مهاجم یک بمب حاوی TATP را در قطار خط منطقه در ایستگاه لوله پارسونز گرین قرار داد، آن را با ۳۰ نفر منفجر شد. مظنون اصلی دستگیر شده یک پناهنده ۱۸ ساله عراقی بود. در مارس ۲۰۱۸، وی به جرم اقدام به قتل محکوم شد و به حبس ابد محکوم شد. یوروپل این حمله را به عنوان تروریسم جهادی طبقه‌بندی کرد. | ۰              | ۳۰           |
| ۱ اکتبر ۲۰۱۷    | مارسی، فرانسه                         | Marseille stabbing                  | دو زن عموی ۲۰ و ۲۱ ساله توسط یک مهاجر غیرقانونی مورد حمله قرار گرفتند از تونس با استفاده از چاقو. سربازان گشت زنی او را در صحنه تیراندازی کردند. پلیس فرانسه در مورد حمله تروریستی محتاط بود. بعداً داعش مسئولیت را پذیرفت، ادعایی که سرویس‌های اطلاعاتی فرانسه آن را «فرصت طلب» توصیف کردند. دادستان تحقیق در مورد «قتل در ارتباط با یک شرکت تروریستی» را آغاز کرد. یوروپل این حمله را به عنوان تروریسم جهادی طبقه‌بندی کرد. | ۲ (+۱ مهاجم)   | ۰            |

### ۲۰۱۸
براساس آمارهای یوروپل، در سال ۲۰۱۸، در هفت حمله جهادی کامل در اتحادیه اروپا، در مجموع ۱۳ نفر کشته و ۴۶ نفر زخمی شدند. تعداد حملات جهادی ۲۴ حمله بود که در مقایسه با سال قبل ۳۳ کمتر شده بود. همه حملات توسط عاملانی انجام می‌شود که به تنهایی عمل می‌کنند. یوروپل در گزارش سال ۲۰۱۹ خود اشاره کرد که به‌طور کلی، افرادی که به تنهایی عمل می‌کنند به ندرت در انزوای کامل این کار را انجام می‌دهند زیرا مهاجمان معمولاً روابط خود را در شبکه‌های کوچک یا مشخص تعریف می‌کنند و ممکن است از افرادی که عقاید خود را پشتیبانی می‌کنند از نظر اخلاقی یا مادی دریافت کنند. تعدادی از حملات متوقف شده شامل گروهی از عاملان جنایت بود. در سال شاهد تعداد برابر شهروندان اتحادیه اروپا و شهروندان غیر اتحادیه اروپا بود که حملاتی را انجام می‌دهند. همه مهاجمان مرد بودند و میانگین سنی آنها ۲۶ سال بود.
| تاریخ          | مکان                    | مقاله                           | جزئیات | کشته‌شدگان    | مجروحان      |
| -------------- | ----------------------- | ------------------------------- | --- | ------------ | ------------ |
| ۲۳ مارس ۲۰۱۸   | کارکاسون و تربس، فرانسه | حمله کارکاسون و تربس            | یک جوان ۲۶ ساله مراکشی که با داعش بیعت کرده بود، در شهرهای کارکاسون و تربس فرانسه حمله کرد: وی در کارکاسون به یک اتومبیل حمله و سرقت کرد، باعث کشته شدن یک مسافر و زخمی شدن راننده شد. بعداً او به تربس رسید که یک افسر پلیس هنگام اصابت گلوله توسط مهاجم زخمی شد. سپس، او به یک سوپرمارکت حمله کرد، جایی که دو غیرنظامی و یک پلیس کشته و چندین نفر زخمی شدند. مهاجم بعداً توسط پلیس کشته شد. یوروپل این حمله را به عنوان تروریسم جهادی طبقه‌بندی کرد. | ۴ (۱+ مهاجم) | ۱۵           |
| ۵ مه ۲۰۱۸      | لاهه، هلند              | -                               | بعد از ظهر شنبه یک مرد ۳۱ ساله از لاهه ۳ نفر را در نزدیکی ایستگاه قطار هولندز اسپور در این شهر با چاقو زخمی و آسیب جدی دید. پلیس قبل از دستگیری به پای مظنون شلیک کرد. یوروپل این حمله را به عنوان تروریسم جهادی طبقه‌بندی کرد. | ۰            | ۳ (۱+ مهاجم) |
| ۱۲ مه ۲۰۱۸     | پاریس، فرانسه           | حمله با چاقو در پاریس (مه ۲۰۱۸) | یک جوان ۲۱ ساله فرانسوی-چچنی در پاریس فرانسه یک عابر پیاده را با ضربات چاقو کشته و چهار نفر دیگر را زخمی کرد. مهاجم بعداً توسط پلیس کشته شد. فرد مظنون از سال ۲۰۱۶ در لیست دیده‌بان مبارزه با تروریسم قرار داشت. خبرگزاری اعماق ویدئویی از شخصیتی کلاه دار منتشر کرد که با رهبر داعش ابوبکر البغدادی بیعت می‌کند. اعماق ادعا کرد که این شخصیت مهاجم بوده‌است. یوروپل این حمله را به عنوان تروریسم جهادی طبقه‌بندی کرد.                                   | ۱ (مهاجم ۱+) | ۴            |
| ۲۹ مه ۲۰۱۸     | لیژ، بلژیک              | حمله ۲۰۱۸ لیژ                   | مردی که در مرخصی موقت از زندان بود با ضربات چاقو و سپس با شلیک به دو افسر پلیس آنها را کشت. سپس وی یک غیرنظامی را به ضرب گلوله کشت. فرد مسلح قبل از اینکه توسط پلیس کشته شود، یک زن را به گروگان گرفت و چهار نفر دیگر را زخمی کرد. همچنین اعتقاد بر این است که وی یک روز قبل از حمله فردی را کشته‌است. یوروپل این حمله را به عنوان تروریسم جهادی طبقه‌بندی کرد.                                                                                       | ۴ (۱+ مهاجم) | ۴            |
| ۳۱ اوت ۲۰۱۸    | آمستردام، هلند          | حمله با چاقو ۲۰۱۸ آمستردام      | یک جوان ۱۹ ساله افغان در ایستگاه مرکزی آمستردام دو آمریکایی را با چاقو زخمی و زخمی کرد. سپس توسط یک افسر پلیس مهاجم مورد اصابت گلوله قرار گرفت. یوروپل این حمله را به عنوان تروریسم جهادی طبقه‌بندی کرد. | ۰            | ۲ (مهاجم ۱+) |
| ۱۱ دسامبر ۲۰۱۸ | استراسبورگ، فرانسه      | تیراندازی ۲۰۱۸ استراسبورگ       | یک شهروند فرانسوی با نژاد الجزایری در بازار کریسمس در استراسبورگ با اسلحه و چاقو به مردم حمله کرد و باعث کشته شدن پنج غیرنظامی و زخمی شدن یازده نفر دیگر شد. این مرد دو روز بعد توسط پلیس کشته شد. یوروپل این حمله را به عنوان تروریسم جهادی طبقه‌بندی کرد. | ۵            | ۱۱           |
| ۳۱ دسامبر ۲۰۱۸ | منچستر، انگلستان        | حمله چاقوکشی منچستر ویکتوریا    | یک جوان ۲۵ ساله با نژاد سومالی قبل از دستگیری در ایستگاه ویکتوریا منچستر سه نفر را با چاقو ضربات چاقو زد. یوروپل این حمله را به عنوان تروریسم جهادی طبقه‌بندی کرد. | ۰            | ۳            |

### ۲۰۱۹
طبق آمارهای یوروپل، در سال ۲۰۱۹، در مجموع ده نفر در سه حمله کامل جهادی در اتحادیه اروپا کشته شدند. چهار حمله دیگر ناکام ماند و ۱۴ حمله خنثی شد. همه حملات کامل و ناموفق به جز یک حمله توسط عاملانی انجام شد که به تنهایی عمل می‌کردند، در حالی که بیشتر توطئه‌های خراب شده بیش از یک نفر را شامل می‌شد.
| تاریخ           | مکان           | مقاله                       | جزئیات | کشته‌شدگان    | مجروحان |
| --------------- | -------------- | --------------------------- | --- | ------------ | ------- |
| ۱۸ مارس ۲۰۱۹    | اوترخت، هلند   | تیراندازی ۲۰۱۹ اوترخت       | یک مرد ۳۷ ساله به مسافران داخل تراموا شلیک کرد که منجر به کشته شدن ۴ نفر و زخمی شدن دو نفر شد. وی در مارس ۲۰۲۰ به جرم قتل با انگیزه تروریستی محکوم شد و به حبس ابد محکوم شد. یوروپل این حمله را به عنوان تروریسم جهادی طبقه‌بندی کرد.  | ۴            | ۲       |
| ۲۴ مه ۲۰۱۹      | لیون، فرانسه   | بمب‌گذاری در لیون ۲۰۱۹       | یک جوان ۲۳ ساله یک ماده منفجره را در منطقه عابر پیاده منفجر کرد و سیزده نفر را زخمی کرد. یوروپل این حمله را به عنوان تروریسم جهادی طبقه‌بندی کرد.                                                                                      | ۰            | ۱۳      |
| ۱۷ سپتامبر ۲۰۱۹ | میلان، ایتالیا |                             | یک جوان ۲۳ ساله با یک قیچی از ناحیه گردن و پشت یک سرباز ایتالیایی چاقو زد. این سرباز از حمله جان سالم به در برد. یوروپل این حمله را به عنوان تروریسم جهادی طبقه‌بندی کرد.                                                              | ۰            | ۱       |
| ۳ اکتبر ۲۰۱۹    | پاریس، فرانسه  | خنجر زدن به مقر پلیس پاریس  | یک کارمند پلیس قبل از تیراندازی، شش نفر از همکاران خود را با ضربات چاقو کشته و چهار نفر از آنها را کشت. یوروپل این حمله را به عنوان تروریسم جهادی طبقه‌بندی کرد.                                                                       | ۴ (۱+ مهاجم) | ۲       |
| ۲۹ نوامبر ۲۰۱۹  | لندن، انگلستان | خنجر زدن با پل پل لندن ۲۰۱۹ | یک جوان ۲۸ ساله که قبلاً به جرم جنایات تروریستی محکوم شده بود، در مرکز لندن مردم را با ضربات چاقو کشته و دو نفر را کشته و سه نفر را زخمی کرد، قبل از اینکه توسط پلیس کشته شود. یوروپل این حمله را به عنوان تروریسم جهادی طبقه‌بندی کرد. | ۲ (مهاجم ۱+) | ۳       |

### ۲۰۲۰
| تاریخ           | مکان                       | مقاله                   | جزئیات | کشته‌شدگان    | مجروحان           |
| --------------- | -------------------------- | ----------------------- | --- | ------------ | ----------------- |
| ۲۵ سپتامبر ۲۰۲۰ | پاریس، فرانسه              | حمله چاقوکشی ۲۰۲۰ پاریس | در اثر حمله چاقو به خارج از دفتر قبلی مجله طنز شارلی ابدو در پاریس فرانسه، دو نفر زخمی شدند. این ساختمان اکنون توسط یک شرکت تولیدکننده تلویزیون مورد استفاده قرار می‌گیرد و دو قربانی زخمی کارگران این شرکت هستند. عامل این مظنون و شش نفر دیگر بازداشت شدند. وزیر کشور گرالد دارمانین گفت که این حمله "به وضوح عملی تروریسم اسلامگراً بود. | ۰            | ۲                 |
| ۱۶ اکتبر ۲۰۲۰   | کنفلان-سنت-اونورین، فرانسه | قتل ساموئل پتی          | معلمی در نزدیکی مدرسه ای در حومه پاریس سر بریده شد، مهاجم توسط پلیس تیراندازی شد. گفته می‌شود مقتول کاریکاتورهای جنجالی محمد بن عبدالله را به شاگردانش نشان داده‌است. رئیس‌جمهور امانوئل مکرون این حمله را «حمله تروریستی اسلامگرا» خواند.                                                                                                   | ۱ (۱+)       | ۰                 |
| ۲۹ اکتبر ۲۰۲۰   | نیس، فرانسه                | حمله ۲۰۲۰ نیس           | سه نفر در یک حمله ضربات چاقو نوتردام دو نیس، یک کلیسای کاتولیک رومی، در نیس، فرانسه کشته شدند. یکی از قربانیان، یک زن، توسط مهاجم سر بریده شد. چندین قربانی اضافی زخمی شدند. مهاجم که توسط پلیس مورد اصابت گلوله قرار گرفت، بازداشت شد. شهردار نیس و پلیس گفت که به نظر می‌رسد این حادثه یک حمله تروریستی افراط گرایی اسلامی است.          | ۳            | چندین (+۱ مهاجمه) |
| ۲ نوامبر ۲۰۲۰   | وین، اتریش                 | حملات ۲۰۲۰ وین          | در این حمله تیراندازی در منطقه‌ای در وین سه نفر کشته و پانزده نفر زخمی شدند. فرد مسلح جلیقه انتحاری جعلی بر تن داشت و توسط پلیس به ضرب گلوله کشته شد. وزیر کشور اتریش، مهاجم را «تروریست اسلامگرا» و هوادار داعش توصیف کرد. | ۳ (+۱ مهاجم) | ۱۵                |

## توطئه‌های تروریستی
این لیستی از توطئه‌هایی است که توسط یک سازمان اجرای قانون به عنوان تروریسم طبقه‌بندی شده‌است و / یا حداقل یک نفر به دلیل برنامه‌ریزی یک یا چند جنایت تروریستی با انگیزه‌های اسلامگرا مجرم شناخته شده‌است.
| مقاله                                        | تاریخ                        | مکان                                          | جزئیات |
| -------------------------------------------- | ---------------------------- | --------------------------------------------- | --- |
| 1998 World Cup terror plot                   | ژوئن ۱۹۹۸                    | فرانسه                                        | بیش از ۱۰۰ عضو مظنون گروه اسلامی مسلح الجزایر (GIA) در آستانه جام جهانی فوتبال ۱۹۹۸ در فرانسه در چندین کشور اروپایی دستگیر شدند. جزئیات این توطئه توسط نهادهای اجرای قانون اعلام نشده‌است. |
| Strasbourg Cathedral bombing plot            | ۳۱ دسامبر ۲۰۰۰               | استراسبورگ، فرانسه                            | گروهی از مردان الجزایری و فرانسوی-الجزایری قصد داشتند در شب سال نو به کلیسای جامع استراسبورگ و بازار کریسمس نزدیک آن حمله کنند. آنها توسط دادگاهی در فرانکفورت به دلیل ارتباط جنایی با یک شرکت تروریستی که با شبکه‌های اسلامی در انگلیس، ایتالیا و اسپانیا ارتباط داشت، محکوم شدند. |
| 2001 bomb plot in Europe                     | سپتامبر ۲۰۰۱                 | –                                             | شبکه بین‌المللی سلولهای تروریستی که با القاعده پیوند دارند و قصد بمباران یک یا چند هدف مرتبط با ایالات متحده در اروپای غربی را دارند، در سال ۲۰۰۱ مختل شد. |
| –                                            | آوریل ۲۰۰۲                   | منطقه رور                                     | در ماه آوریل، مقامات یک سلول از جنبش اسلام‌گرای التوحید را در منطقه روح متوقف کردند. این سلول قصد حمله به مراکز جامعه یهودیان در برلین و دوسلدورف را داشت. در سال ۲۰۰۳، شادی A. اردنی به چهار سال زندان محکوم شد. |
| 2002 Strait of Gibraltar terror plot         | ژوئن ۲۰۰۲                    | جبل‌الطارق                                     | تعدادی از اتباع سعودی در سال ۲۰۰۳ توسط دادگاه مراکش به جرم تلاش برای حمله به کشتی‌های جنگی در جبل الطارق در یک طرح متصل به القاعده محکوم شدند. |
| Wood Green ricin plot                        | ۲۰۰۲                         | لندن، بریتانیا                                | در ژانویه ۲۰۰۳، یک عملیات ضد تروریستی علیه یک سلول القاعده که قصد دارد از سم برای حمله به خیابان‌های انگلیس استفاده کند، آغاز شد. یک مرد الجزایری به جرم ضربات چاقو و کشته شدن یک کارآگاه در حین دستگیری در منچستر به ۱۷ سال زندان به دلیل توطئه همراه با حبس ابد محکوم شد. |
| 2006 German train bombing attempts           | ۳۱ ژوئیه ۲۰۰۶                | آلمان                                         | در تاریخ ۳۱ ژوئیه ۲۰۰۶، دو بمب دست‌ساز که در چمدان بسته شده بودند، در قطارهای منطقه ای قرار گرفتند. اگر این دستگاه‌ها طبق برنامه عمل می‌کردند، می‌توانستند حدود ۷۰ نفر را به کام مرگ بکشند. انگیزه مظنونان، دو تبعه لبنانی که در آلمان تحصیل می‌کنند، با انتشار کاریکاتورهای محمد توسط جیلندز-پستن بود و آنها را در دوربین‌های مداربسته گرفتار کردند. یکی از مهاجمان پس از حمله به لبنان گریخت و دیگری توسط دادگاه دوسلدورف به حبس ابد محکوم شد. یوروپل این طرح را به عنوان تروریسم اسلامگرا طبقه‌بندی کرد. |
| 2006 transatlantic aircraft plot             | ۱۰ اوت ۲۰۰۶                  | بریتانیا                                      | ۱۰ اوت ۲۰۰۶ تعدادی از مردان، عمدتاً پاکستانی‌های بریتانیایی، قصد داشتند اجزای بمب را به داخل هواپیماهای هواپیمایی ترانس آتلانتیک قاچاق کنند تا بمب‌ها را در هنگام پرواز هواپیما جمع و منفجر کنند. |
| Vollsmose terrorist trial                    | ۵ سپتامبر ۲۰۰۶               | دانمارک                                       | [ ۱۳۷ ] |
| 2007 bomb plot in Germany                    | ۴ سپتامبر ۲۰۰۷               | آلمان                                         | در مارس ۲۰۱۰، چهار مرد، دو آلمانی مسلمان شده، یکی ترک و یکی ترک تبار آلمانی به دلیل برنامه‌ریزی برای حملات بمبی علیه سربازان آمریکایی محکوم شدند. به گفته قاضی، «چهار اسلامگرا به دلیل نابینایی مذهبی می‌خواستند حمام خون ایجاد کنند». |
| 2007 bomb plot in Copenhagen                 | ۲۰۰۷                         | کپنهاگ، دانمارک                               | دو مرد، یکی تبعه دانمارک متولد پاکستان و دیگری شهروند افغانی مقیم دانمارک، به ترتیب به دوازده و هفت سال زندان به جرم برنامه‌ریزی برای حمله تروریستی محکوم شدند. دادستانی ادعا کرد که این افراد با القاعده در تماس بوده‌اند و یکی از آنها در یک اردوگاه آموزشی در وزیرستان بوده‌است. |
| 2007 plot to behead a British Muslim soldier | ۲۰۰۷                         | بیرمنگام، بریتانیا                            | در فوریه ۲۰۰۸، مردی با عقاید افراطی اسلام‌گرا به همراه چهار نفر دیگر از اعضای گروه تروریستی به حبس ابد محکوم شد، این طرح سربریدن یک سرباز انگلیسی با کمک فروشندگان مواد مخدر در بیرمنگام بود. |
| 2008 Barcelona terror plot                   | ۲۰۰۸                         | بارسلون، اسپانیا                              | در اکتبر ۲۰۰۹، ده پاکستانی و یک هندی، گروهی که به ایدئولوژی اسلام گرایانه افراطی پیوستند، توسط Audiencia Nacional به جرم داشتن مواد منفجره و تعلق به یک گروه تروریستی محکوم شدند. آنها که با القاعده و طالبان ارتباط داشتند، قصد داشتند مواد منفجره را در مترو بارسلونا به عنوان اولین حمله از یک سلسله حملات بکارند. |
| 2010 European terror plot                    | ۲۰۱۰                         | انگلستان، فرانسه، آلمان                       | [ ۱۴۳ ] |
| 2010 Norway terror plot                      | ۲۰۱۰                         | نروژ                                          | دادگاه منطقه اسلو دو نفر را به جرم نقشه حمله به دفاتر روزنامه دانمارک Jyllands-Posten در ارهوس و کپنهاگ با حمایت از القاعده محکوم کرد. |
| 2010 Copenhagen terror plot                  | ۲۰۱۰                         | کپنهاگ، دانمارک                               | منیر عواد، شهروند سوئدی متولد لبنان، یک شهروند سوئدی-مصری و دو شهروند تونسی هنگام نقشه‌کشی برای حمله به سبک بمبئی در دفتر جیلندز-پستن به دلیل کارتون‌های محمد دستگیر شدند. رئیس سرویس امنیت و اطلاعات دانمارک گفت که برخی از دستگیرشدگان اسلام گرایان مبارز بودند. آنها به جرایم تروریستی در سال ۲۰۱۲ به دوازده سال زندان محکوم شدند. |
| Hotel Jørgensen explosion                    | ۱۰ سپتامبر ۲۰۱۰              | کپنهاگ، دانمارک                               | در ۱۰ سپتامبر ۲۰۱۰، یک انفجار کوچک در هتل یورگنسن در کپنهاگ، دانمارک رخ داد. تنها فرد مجروح بمب افکن یک پا چرچ-بلژیکی لورس دوکایف بود که در همان نزدیکی گرفتار شد. تحقیقات نشان داد که دوکایف کتابچه‌های راهنمای بمب و فیلم‌های جهادی را در خانه یکی از آشنایان خود مخفی داشته‌است. دادگاه دریافت که وی قصد حمله به روزنامه ای را دارد که کاریکاتورهای محمد را منتشر کرده‌است. |
| –                                            | دسامبر ۲۰۱۰                  | لندن، بریتانیا                                | محمد چوهدوری، شاه رحمان، گوروکانت دسایی و عبدالمیاه، با الهام از القاعده، در دسامبر ۲۰۱۰ به جرم برنامه‌ریزی برای قرار دادن بمب در بورس اوراق بهادار لندن دستگیر شدند. این افراد همچنین قصد داشتند نامه‌های بمبی ارسال کنند و حمله ای به سبک بمبئی انجام دهند. در دادگاه، چهار نفر و پنج نفر دیگر، همگی از نژاد پاکستانی و بنگلادشی، به عنوان بنیادگرایان اسلامگرا توصیف شدند. |
| 2014 Norway terror threat                    | ۲۴–۳۱ ژوئیه ۲۰۱۴             | نروژ                                          | سرویس امنیتی پلیس نروژ در ۲۴ ژوئیه ۲۰۱۴ گفت که تهدید قریب‌الوقوع حمله توسط افراد مرتبط با اسلام گرایان در سوریه وجود دارد. اقدامات امنیتی به مدت یک هفته آغاز شد تا اینکه تهدید کاهش یافت. |
| –                                            | اکتبر ۲۰۱۴                   | لندن، بریتانیا                                | فردی با اصالت مراکشی در اکتبر ۲۰۱۴، شمال کنزینگتون دستگیر شد. در ۲۴ مارس ۲۰۱۶ او و دوست دوران کودکی وی در Old Bailey به جرم توطئه برای قتل و تهیه اقدامات تروریستی محکوم شدند. این زوج قصد داشتند تیراندازی به پلیس، سربازان و غیرنظامیان را انجام دهند. دو مظنون دیگر از اتهامات تروریسم پاک شدند اما به دلیل تهیه اسلحه محکوم شدند. |
| 2015 Kundby bomb plot                        | ۲۰۱۵                         | Kundby, دانمارک                               | یک دختر ۱۷ ساله قصد حمله به مدرسه ای در ایستگاه‌های Fårevejle و مدرسه خصوصی یهودیان در کپنهاگ را داشت، این حمله قرار بود در اوایل سال ۲۰۱۶ و با استفاده از بمب‌های ساخت داخل انجام شود. در ماه مه ۲۰۱۷، وی در دادگاه منطقه (دانمارکی: byret) هولباک محاکمه شد و به شش سال زندان محکوم شد. او به این حکم اعتراض کرد و توسط Østre Landsret محاکمه شد که وی را به جرم برنامه‌ریزی برای انجام تروریسم با انگیزه جهادی مقصر دانست. |
| –                                            | مه ۲۰۱۵                      | لندن، بریتانیا                                | در ماه مه ۲۰۱۵، یک زوج متأهل به دلیل برنامه‌ریزی حمله به مرکز خرید Westfield London همزمان با دهمین سالگرد بمب‌گذاری‌های ۷ ژوئیه ۲۰۰۵ لندن دستگیر شدند. در تاریخ ۳۰ دسامبر ۲۰۱۵، آنها به اتهام تهیه یک اقدام تروریستی توسط دادگاه Old Bailey مقصر شناخته شدند. این مرد به ۲۷ سال زندان و زن به ۲۵ سال زندان محکوم شد. |
| Rawti Shax                                   | Autumn 2015                  | ایتالیا                                       | در پاییز ۲۰۱۵ پلیس امنیت در ایتالیا یک سلول تروریستی را در ترنتو منهدم کرد. رهبر معنوی آن ملا کرکار بود که بعداً از نروژ استرداد شد. به دنبال تجدیدنظر، رحیم کریم توونا و حماسلیح وهاب آوات هر کدام به نه سال زندان محکوم شدند. عبدالرحمن رحیم زانا، جلال فتح کمیل و حمد بکر هر کدام به هفت سال و نیم زندان محکوم شدند. کرکار به ۱۲ سال زندان محکوم شد. |
| –                                            | ۱۷ نوامبر ۲۰۱۵               | هانوفر، آلمان                                 | یک بازی دوستانه فوتبال بین آلمان و هلند و برچسب «نماد آزادی» پس از حملات پاریس لغو شد و تماشاگران کمی قبل از بازی به دلیل تهدید به بمب تخلیه شدند. بعداً یک روزنامه آلمانی ادعا کرد که پرونده اطلاعاتی فرانسه، که جزئیات برنامه‌های انجام پنج بمب‌گذاری را شرح می‌دهد، آلمان‌ها را وادار به دستور تخلیه کرده‌است. |
| –                                            | ۲۰۱۶                         | پایگاه هوایی لیواردن پایگاه هوایی فولکل، هلند | مردی در سال ۲۰۱۶ هنگامی که در حال پرواز در آیندهوون بود با بلاکلا در حال رانندگی بود دستگیر شد. نقشه‌های پایگاه‌های هوایی Volkel و Leeuwarden در رایانه وی پیدا شد.Gerechtshof Den Haag دریافت که مظنون تحت تأثیر ایدئولوژی دولت اسلامی است، وی انگیزه‌های تروریستی دارد و او حمله به اهداف نظامی و نخست‌وزیر روته را آماده کرده‌است. |
| –                                            | فوریه ۲۰۱۶                   | سوئد                                          | سویگین ۲۰ ساله در فوریه ۲۰۱۶ به دلیل تلاش برای ساخت بمب ترکش بازداشت شد. وی به دلیل نقض قوانین تروریستی از سوی دادگاه منطقه آتونتا به پنج سال زندان محکوم شد. ارزیابی روان‌پزشکی نتیجه گرفت که وی بر اساس عقاید مذهبی خود عمل می‌کند. پیش از این وی در تلاش برای پیوستن به دولت اسلامی به ترکیه سفر کرده بود. |
| –                                            | ۲۶ مارس ۲۰۱۶                 | بیرمنگام، بریتانیا                            | یک مرد در تاریخ ۲۶ مارس ۲۰۱۶ توسط MI5 دستگیر شد که یک قبضه اسلحه کمری، یک بمب لوله ای و یک برف پاک کن که روی آن نوشته شده بود «کافی» (انگلیسی: unbeliever) در ماشین او پیدا شد. همسایه وی در منطقه اسپارخیل نیز مانند دو نفر دیگر دستگیر شد. شمشیر در یکی از اتومبیل‌های مردان پیدا شد. دو نفر از آنها قبلاً به دلیل رفتن به اردوی آموزشی القاعده در پاکستان دستگیر و زندانی شده بودند. هر چهار نفر به اتهام تهیه یک اقدام تروریستی در اوت ۲۰۱۷ محکوم شدند. |
| 2016 Düsseldorf terrorism plot               | ۲ ژوئن ۲۰۱۶                  | دوسلدورف، آلمان                               | چهار مهاجر به ظن عضویت در سلول تا ده تروریست داعش از سوریه دستگیر شدند که قصد داشتند حملاتی مشابه حمله نوامبر ۲۰۱۵ در پاریس در دوسلدورف انجام دهند. یوروپل این طرح را به عنوان تروریسم جهادی طبقه‌بندی کرد. |
| –                                            | ۱۳ سپتامبر ۲۰۱۶              | شلسویگ-هولشتاین، آلمان                        | در اواسط سپتامبر ۲۰۱۶ سه پناهنده سوری، ۱۷–۲۶ ساله توسط نیروهای ویژه در آلمان در مکان‌های مختلف در شلسویگ-هولشتاین دستگیر شدند. این یکی از دو سلول تروریستی بود که دولت اسلامی در سال ۲۰۱۵ برای انجام حملات به اروپا به اروپا فرستاد، دیگری حملات پاریس در نوامبر ۲۰۱۵ را انجام داد. در مارس ۲۰۱۸ دادگاهی در هامبورگ (به آلمانی: Hanseatische Oberlandesgericht) به اتهام عضویت در سازمان تروریستی دولت اسلامی در یک دادگاه ۳۰ روزه محکوم شد. بزرگتر از این سه نفر به شش سال و نیم حبس محکوم شد، دو نفر دیگر به ترتیب سه سال و شش ماه محکوم شدند. |
| 2016 Balkans terrorism plot                  | ۱۷ نوامبر ۲۰۱۶               | کوزوو، مقدونیه شمالی و آلبانی                 | ۱۸ نفر در طی ده روز در سراسر کوزوو، مقدونیه و آلبانی دستگیر شدند، پس از توطئه مشکوک به حمله به تیم ملی فوتبال اسرائیل و هواداران اسرائیلی در جریان بازی آلبانی - اسرائیل. پلیس کوزوو گفت این حمله توسط تروریست‌های اسلامی برنامه‌ریزی شده‌است. |
| 2016 Ludwigshafen bombing plot               | ۲۶ نوامبر ۲۰۱۶ ۵ دسامبر ۲۰۱۶ | لودویگسهافن، آلمان                            | یک پسر ۱۲ ساله آلمانی-عراقی توسط یک طرفدار ۱۹ ساله داعش برای ساخت بمب میخ هدایت شد. یک بمب در بازار محلی کریسمس در ۲۶ نوامبر و دیگری در نزدیکی یک مرکز خرید در ۵ دسامبر نصب شد. هر دو موفق به انفجار نشدند. این جوان ۱۹ ساله به همراه یک دختر ۱۵ ساله که طبق قوانین اسلامی با او ازدواج کرده بود، همچنین قصد حمله علیه پایگاه هوایی Ramfstein USAF را داشتند. دادگاهی در وین این جوان ۱۹ ساله را به جرم عضویت در یک سازمان تروریستی و هدایت یک حمله تروریستی مقصر شناخته و به ۹ سال زندان محکوم کرد. |
| 2016 Copenhagen terror plot                  | نوامبر ۲۰۱۶                  | کپنهاگ، دانمارک                               | یک پناهنده ۱۹ ساله سوری که در سال ۲۰۱۵ وارد آلمان شده بود و متعاقباً رادیکال شده بود در برنامه‌های نصب بمب در کپنهاگ شرکت کرد. در نوامبر ۲۰۱۶ وی هنگام تلاش برای ورود به دانمارک با کبریت، باتری و رادیو تحت آموزش یک همدست دستگیر شد. وی در دادگاه اظهار داشت که وی فقط پیک برای تحویل مواد به همدست خود در دانمارک بوده‌است، در حالی که مقامات گفته‌اند که واقعیت‌هایی مبنی بر اینکه وی بلیط برگشتی خریداری نکرده‌است و آنچه را که به عنوان نامه‌های خداحافظی تعبیر می‌شود در تلفن خود نوشته‌است، به سمت وی که قصد داشت در حملات شرکت کنند. مشخص شد که وی هوادار داعش بود و قصد داشت قتل‌عام را به عنوان بخشی از خشونت سیاسی انجام دهد (آلمانی: "schwerer staatsgefährdender Gewalt"). متهم، در آن زمان ۲۱ ساله، توسط Ravensburger Landgericht در ژوئن ۲۰۱۷ به بیش از شش سال زندان محکوم شد.در آوریل ۲۰۱۹، همدست وی، یک پناهنده ۳۲ ساله سوری ساکن مالمو، سوئد، به دلیل برنامه‌ریزی برای بمب‌گذاری و حمله به مردم با چاقو در کپنهاگ به نمایندگی از دولت اسلامی به ۱۲ سال زندان محکوم شد. |
| –                                            | دسامبر ۲۰۱۶                  | هلند                                          | یک مرد ۳۱ ساله به جرم برنامه‌ریزی برای حمله تروریستی به چهار سال محکوم شد. دادگاه همچنین وی را به اتهام داشتن و پخش تبلیغات جهادی مقصر دانست. |
|                                              | دسامبر ۲۰۱۶                  | برلین، آلمان                                  | مردی که در سال ۲۰۱۱ از داگنستان وارد شد و یکی از آشنایان نزدیک به حمله کامیون برلین در سال ۲۰۱۶، قصد داشت با استفاده از مواد منفجره حمله به یک هدف در برلین را انجام دهد. دادگاه دریافت که وی از اسلام‌گرایی رادیکال حمایت می‌کند و به دلیل تهیه حمله تروریستی مقصر شناخته شد. |
| –                                            | ۲۷ آوریل ۲۰۱۷                | لندن، بریتانیا                                | فردی مسلح به چاقو در ۲۷ آوریل ۲۰۱۷ در حوالی پارلمان پارلمان در لندن دستگیر شد. مشخص شد که وی قصد حمله چاقو را دارد. وی خود را به بازجویان اعلام کرد که یک مبارز اسلامی (مجاهد) است و به جهاد مشغول است. در ژوئیه ۲۰۱۸، وی به جرم تهیه اقدامات تروریستی در انگلیس و حداقل ۴۰ سال به دلیل ساخت مواد منفجره برای طالبان در افغانستان به ۲۵ سال زندان محکوم شد. |
| –                                            | ژوئیه ۲۰۱۷                   | ردهیل، ساری، بریتانیا                         | پسری ۱۷ ساله در ژوئیه ۲۰۱۷ دستگیر شد. وی قبل از محاکمه به جرم انتشار تبلیغات خشونت‌آمیز دولت اسلامی اعتراف کرد. از طریق تلفن همراه وی، پلیس مکالمات چت را پیدا کرد که در آن وی دربارهٔ حملات چاقوکشی و حملات انتحاری بحث می‌کرد. در مارس ۲۰۱۹ وی به دلیل برنامه‌ریزی برای حمله تروریستی محکوم شد. |
| –                                            | ۲۰۱۷                         | لندن، بریتانیا                                | چهار زن در سال ۲۰۱۷ به دلیل برنامه‌ریزی برای حمله دستگیر شدند، از جمله یکی به موزه بریتانیا. در سال ۲۰۱۸ آنها به اتهامات تروریستی محکوم شدند، یکی از زنان به جوانترین تروریست زن مرتبط با دولت اسلامی تبدیل شد. سه نفر از چهار نفر به جرم دست داشتن در برنامه‌ریزی حملات مقصر شناخته شدند، در حالی که نفر چهارم به دلیل عدم افشای اطلاعات در مورد نقشه‌ها مقصر شناخته شد. |
| –                                            | ۲۶ آوریل ۲۰۱۸                | ناپل، ایتالیا                                 | پس از دستگیری مردی با اصالت گامبیایی، پلیس در ناپل موفق به خنثی سازی یک ماشین سواری شد. وی با رهبر دولت اسلامی بیعت کرد. |
| –                                            | ۳۰ آوریل ۲۰۱۸                | سوئد                                          | در تاریخ ۳۰ آوریل ۲۰۱۸، مرد ۴۶ ساله ای که به عنوان پناهنده از ازبکستان وارد شده بود، هنگام بازرسی و کشف مواد منفجره در اموال وی، دستگیر شد. در مارس ۲۰۱۹ وی به دلیل برنامه‌ریزی برای حمله تروریستی به نام دولت اسلامی و تأمین مالی جرم سنگین به ۷ سال زندان محکوم شد. همچنین به او دستور اخراج و ممنوعیت بازگشت دوباره به سوئد داده شد. چهار مرد دیگر به جرم جعل اسناد یا تأمین مالی جرم سنگین محکوم شدند و از ۱ تا ۶ ماه زندان محکوم شدند. |
| 2018 Cologne terrorist plot                  | ۱۳ ژوئن ۲۰۱۸                 | آلمان                                         | یک مرد تونسی به دلیل تلاش برای استفاده از سلاح بیوشیمیایی برای انجام یک حمله تروریستی به نام دولت اسلامی محکوم شد. وی پیش از این دو بار تلاش کرده بود که به‌طور ناموفقی به دولت اسلامی بپیوندد. در مارس ۲۰۲۰ وی به ۱۰ سال زندان محکوم شد.در ژوئن سال ۲۰۲۰، اوبرلاندسگریشت دوسلدورف همسر این مرد را به دلیل تهدید بمب‌گذاری در کنار همسرش برای کشتن «کافران» مقصر دانست. |
| –                                            | ۲۰۱۸                         | کوزوو                                         | گروهی در کوزوو که قصد حمله به چندین هدف از جمله سربازان ناتو و کلیساهای ارتدوکس را داشت در سال ۲۰۱۸ دستگیر شدند. سه مرد و یک زن که با دولت اسلامی ارتباط داشتند به جرم برنامه‌ریزی برای حملات تروریستی محکوم شدند و به ۱ تا ۱۰ سال زندان محکوم شدند. دو نفر دیگر نیز به دلیل عدم گزارش برنامه‌ها محکوم شدند. |
| –                                            | اوت ۲۰۱۹                     | شلسویگ-هولشتاین، آلمان                        | سه پناهجوی عراقی در دیتمارشچن توسط واحدهای ویژه پلیس و در میان آنها یکی دیگر از واحدهای GSG 9 دستگیر شدند. آنها پس از دستیابی به دستورالعملهای ساخت بمب، انجام آزمایشات بمب، تلاش برای بدست آوردن فیوزهای بمب و یک قبضه اسلحه و شرکت در دوره‌های رانندگی برای انجام حمله رگبار زدن به وسیله خودرو مورد سو ظن قرار گرفتند. دادگاه در نوامبر ۲۰۱۹ خاتمه یافت. طبق گفته هامبورگ اوبرلاندسگریچ، ثابت شد که دو نفر از متهمان، پسر عموهایی که در سال ۲۰۱۶ وارد آلمان شده‌اند، می‌خواستند در حمله بمبی به انگیزه اسلام‌گرایی هرچه بیشتر «کافران» را بکشند و آنها محکوم شدند به تقریباً پنج سال زندان. متهم سوم به جرم تلاش برای تهیه اسلحه مقصر شناخته شد و به یک سال و نه ماه زندان محکوم شد. |

## پاسخ به تروریسم
طبق گفته یوروپل، تعداد افراد دستگیر شده به ظن جرائم تروریستی مرتبط با جهادی‌ها در اتحادیه اروپا از ۳۹۵ نفر در سال ۲۰۱۴ به ۶۸۷ نفر در سال ۲۰۱۵ افزایش یافت.
در سال ۲۰۱۵، بیشترین دستگیری‌ها در فرانسه (۳۷۷) و پس از آن اسپانیا (۷۵) و بلژیک (۶۰) صورت گرفت. آماری برای انگلستان در دسترس نبود. در طی سال ۲۰۱۵، احکام مربوط به تروریسم جهادی ۱۹۸ مورد از ۵۲۷ مورد مربوط به تروریسم بوده‌است. متوسط مجازات تروریسم جهادی از ۴ سال در سال ۲۰۱۴ به ۶ سال افزایش یافته‌است. در اتریش، بلژیک، دانمارک و سوئد، همه احکام تروریسم مربوط به تروریسم جهادی بود.
در سال ۲۰۱۶، در مجموع ۷۱۸ نفر به ظن جرایم تروریستی مرتبط با جهادگران در اتحادیه اروپا دستگیر شدند. طی سال ۲۰۱۶، ۳۵۸ حکم در مورد تروریسم جهادی توسط دادگاه‌های اتحادیه اروپا صادر شد که اکثریت قریب به اتفاق احکام تروریسم است. بلژیک با ۱۳۸ مورد بیشترین تعداد این احکام را داشته‌است. کلیه احکام تروریسم در اتریش، بلژیک، استونی، فنلاند، فرانسه، ایتالیا، پرتغال و سوئد مربوط به تروریسم جهادی است. از جمله کسانی که به جرائم تروریستی جهادی محکوم شدند، ۲۲ نفر زن بودند، این نوع جرائم با مجازات متوسط ۵ سال زندان مجازات شدند.
بعد از حملاتی با استفاده از تکنیک حمله ماشین، کشورهای اروپایی تجهیز مناطق عابر پیاده به موانع را آغاز کردند.
در سال ۲۰۱۷، تعداد کل دستگیری‌ها ۷۰۵ نفر بوده‌است. طی سال ۲۰۱۷، ۳۵۲ حکم در مورد تروریسم جهادی توسط دادگاه‌های اتحادیه اروپا صادر شد، این اکثریت قریب به اتفاق محکومیت‌های تروریستی بود (۵۶۹). متوسط مجازات ۵ سال زندان بود. کشور با بیشترین تعداد محکومیت جهادی، فرانسه با ۱۱۴ کشور بود.
در سال ۲۰۱۷، طبق گفته ژیل دو کرچوو، هماهنگ‌کننده مبارزه با تروریسم اتحادیه اروپا، انگلستان با حدود ۲۰ تا ۲۵ هزار نفر بیشترین تعداد رادیکال‌های اسلام‌شناس شناخته شده از هر کشور اروپایی را داشت. د کرچوو گفت که سه هزار نفر از آنها MI5 تهدید مستقیم تلقی می‌شوند و ۵۰۰ نفر تحت نظارت مداوم قرار دارند.
تعدادی از کشورهای اروپایی - اتریش، بلژیک، دانمارک، فرانسه، هلند و انگلستان - تغییرات قانونی ایجاد کرده‌اند که در صورت داشتن تابعیت مضاعف، امکان سلب تابعیت از افرادی را که درگیر تروریسم هستند، فراهم می‌کند.
| مقاله                           | تاریخ                             | مکان                           |
| ------------------------------- | --------------------------------- | ------------------------------ |
| عملیات سنتینل                   | ۱۲ ژانویه ۲۰۱۵ - در حال انجام است | فرانسه                         |
| عملیات ضد تروریسم ۲۰۱۵ در بلژیک | ۱۵ ژانویه ۲۰۱۵                    | ورویر، بلژیک                   |
| عملیات روبن                     | ۶–۷ مه ۲۰۱۵                       | جمهوری سرپسکا، بوسنی و هرزگوین |
| حمله سنت دنیس ۲۰۱۵              | ۱۷–۱۸ نوامبر ۲۰۱۵                 | سنت دنیس، فرانسه               |
| حملات پلیس بروکسل ۲۰۱۶          | ۱۵–۱۸ مارس ۲۰۱۶                   | بروکسل، بلژیک                  |
| توطئه تروریسم بالکان ۲۰۱۶       | ۴–۱۶ نوامبر ۲۰۱۶                  | کوزوو، مقدونیه شمالی، آلبانی   |
| یورش سن پترزبورگ ۲۰۱۷           | ۱۳–۱۴ دسامبر ۲۰۱۷                 | سن پترزبورگ، روسیه             |

## یادداشت
1. ↑  این به ترتیب مربوط به گزارش‌های منتشر شده در سال‌های ۲۰۰۷–۲۰۱۱، ۲۰۱۲–۲۰۱۵ و ۲۰۱۶ و به بعد است. سال در کلمه TE-SAT به معنی سال انتشار آن است، یعنی سال بعد از سال وقوع حوادثی که با آن روبرو است.
2. ↑  failed, foiled, and completed
3. ↑  به غیر از مهاجمان